# Municipio de Yuriria

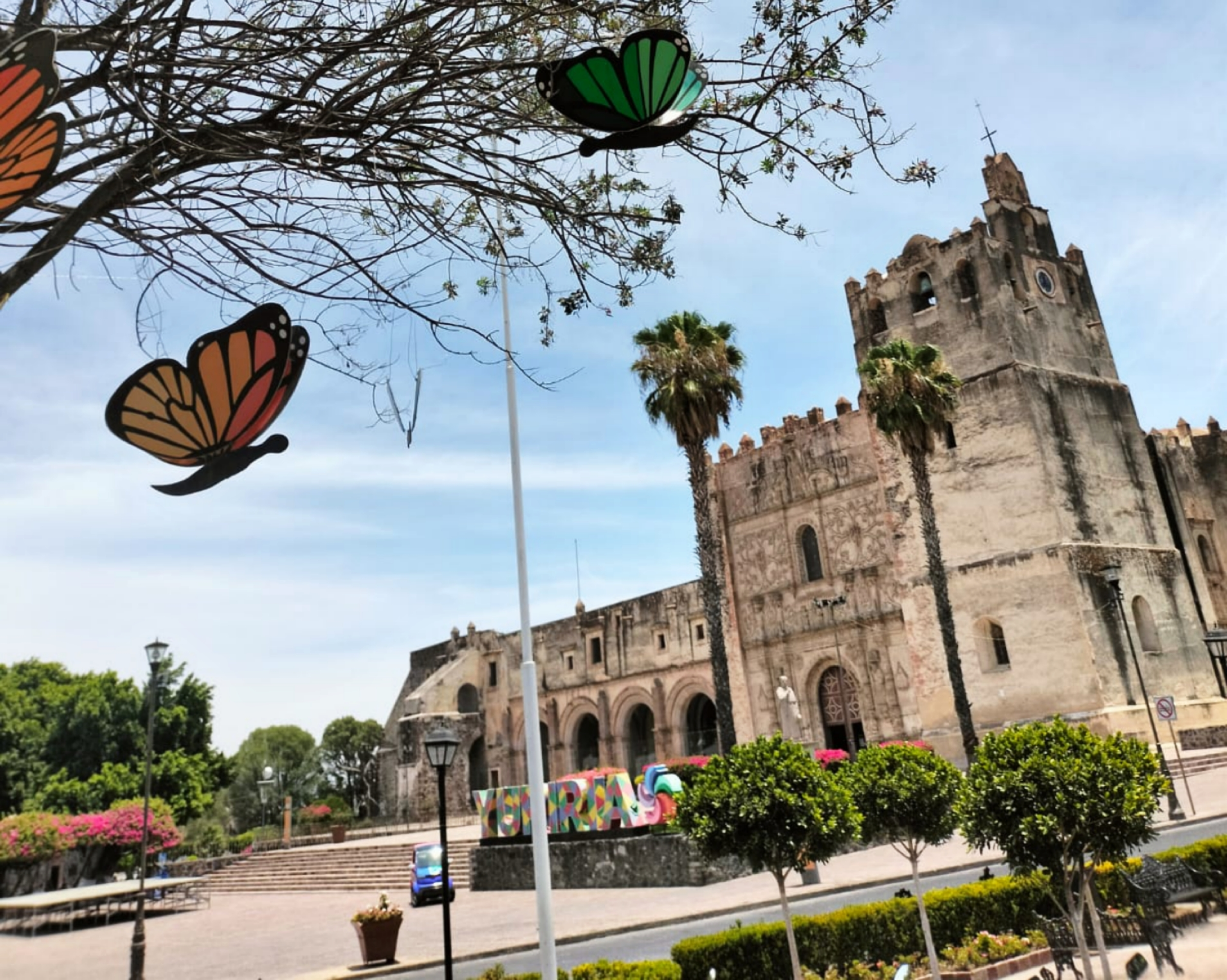
Antiguo Convento de San Agustín en Yuriria.

El municipio de Yuriria (en purépecha Yuririhapundaro Lugar del lago de sangre) es uno de los 46 municipios del estado mexicano de Guanajuato. La cabecera municipal es la ciudad de Yuriria, que destaca por su localización y por su importancia histórica. Antiguamente era conocida como San Pablo Yuririhapúndaro. Está situada en la subregión III suroeste del estado de Guanajuato. En esta ciudad también se encuentra un lago artificial que recibe el nombre de "Laguna de Yuriria".
La ciudad de Yuriria se encuentra comercialmente unida a las ciudades de Uriangato y Moroleón. Estas tres forman una misma zona metropolitana desde octubre de 2010, la Zona metropolitana Moroleón-Uriangato-Yuriria es la 75.ª ciudad más grande del país y la 5.ª más poblada del estado de Guanajuato, la primera es la ZM de León, Guanajuato, además es la más pequeña de las 56 zonas metropolitanas de México, cabe mencionar que los tres municipios están urbanizados casi en su totalidad, por lo que la población rural de estos representa menos del 20% de su población total. De acuerdo al censo de población del INEGI realizado en 2010, la población del municipio de Yuriria es de 70,782 habitantes, sin embargo la población de los tres municipios que conforman la Zona metropolitana Moroleón-Uriangato-Yuriria es de 179,451 habitantes.

## Historia
La primera población indígena de Yuririhapúndaro estaba ubicada en las faldas de los cerros que rodean la ciudad y se extendía sin ninguna simetría a los alrededores del lago cráter. Aquí, fueron encontrados vestigios de ruinas arqueológicas de una pirámide y habitaciones indígenas, en donde se han encontrado piezas de cerámica, collares y piedras labradas.
En 1540, el 12 de febrero el misionero agustino Fray Diego de Chávez funda y bendice la población de Yuririhapundaro y se le señala como fecha oficial para la fundación española de Yuririhapundaro. Por cédula real expedida en el año de 1560 el 19 de febrero, se le da el nombre legal de San Pablo Yuririhapúndaro.
Yuriria, es uno de los municipios del Estado de Guanajuato más antiguos. En este lugar se registró la primera mina del Estado con el nombre de San Bernabé, debido a que aquí era el lugar más cercano a 20 leguas a la redonda, en donde había oficio público y registro de minas e hipotecas, dicho registro de la mina se hizo el 11 de julio de 1548, ante el corregidor de justicia mayor Don Pio González y Gómez. El antiguo edificio donde se encontraba la correccional es el actual Portal "Corregidora", ubicado hacia el lado poniente del mercado.
El 16 de septiembre de 1538 es la fecha en que llega a este lugar el misionero “Fray Diego de Chávez y Alvarado” según datos que obran en el Archivo Parroquial, se hospedó en unos Jacales de Zacate construidos a un costado de la capilla de Santa María que había sido construida en 1537 por Fray Alonso de Alvarado primer conquistador de los naturales en este lugar.
Fray Diego de Chávez a su llegada se dio a la tarea de estudiar la forma de combatir la malaria, peste endémica que diezmaba a los pobladores de Yuririhapúndaro por la existencia de grandes pantanos que se encontraban al norte del poblado, siendo criaderos del mosco transmisor de dicha peste, este misionero tenía grandes conocimientos de arquitectura, comenzó a estudiar la topografía del lugar, encontrando que no muy lejos del lugar pasaba el río Grande de Toluca ahora llamado Río Lerma, solicitó la cooperación de los habitantes y construyó el canal de Taramatacheo, el cual habría de conducir las aguas que inundaron dichos terrenos pantanosos, el jueves de corpus de 1550 se abrieron las compuertas de dicho canal, formando lo que ahora conocemos como El lago de Yuriria con sus Islas que son: San Pedro, Peñón de Vargas, Mario, Tindaro, El Patol, Sacopúndaro, Puranque, Characo, Las Cabras y el Fuerte. Esta Laguna es considerada la primera obra hidráulica en América Latina.
El primero de noviembre de 1550, en la fiesta de todos los santos el R.P. Fray Alonso de la Vera y Cruz, de la provincia michoacana de San Nicolás de Tolentino, bendijo solemnemente la primera piedra de la magnífica obra que es el exconvento de Yuriria, y nueve años después el jueves de corpus de 1559 el misionero Fray Diego de Chávez, celebraba la primera misa en su propia obra.
Las mil y una islas de la Laguna de Yuririhapúndaro también forman parte de la historia de este pueblo, por ejemplo en la isla de San Pedro, nació el R.P. Fray Elías de Socorro Nieves el 21 de septiembre de 1882, y murió víctima de la guerra cristera el 10 de marzo de 1928 y por su santidad se considera el orgullo de los yurirenses.
El Fuerte y Las Cabras son dos islas, que juntas forman el archipiélago de Fuerte Liceaga el cual le sirvió al general Liceaga para hacerle frente a don Agustín de Iturbide durante los 400 días de resistencia en la lucha por la independencia del país que se registraron en este lugar a partir del 9 de septiembre de 1812.

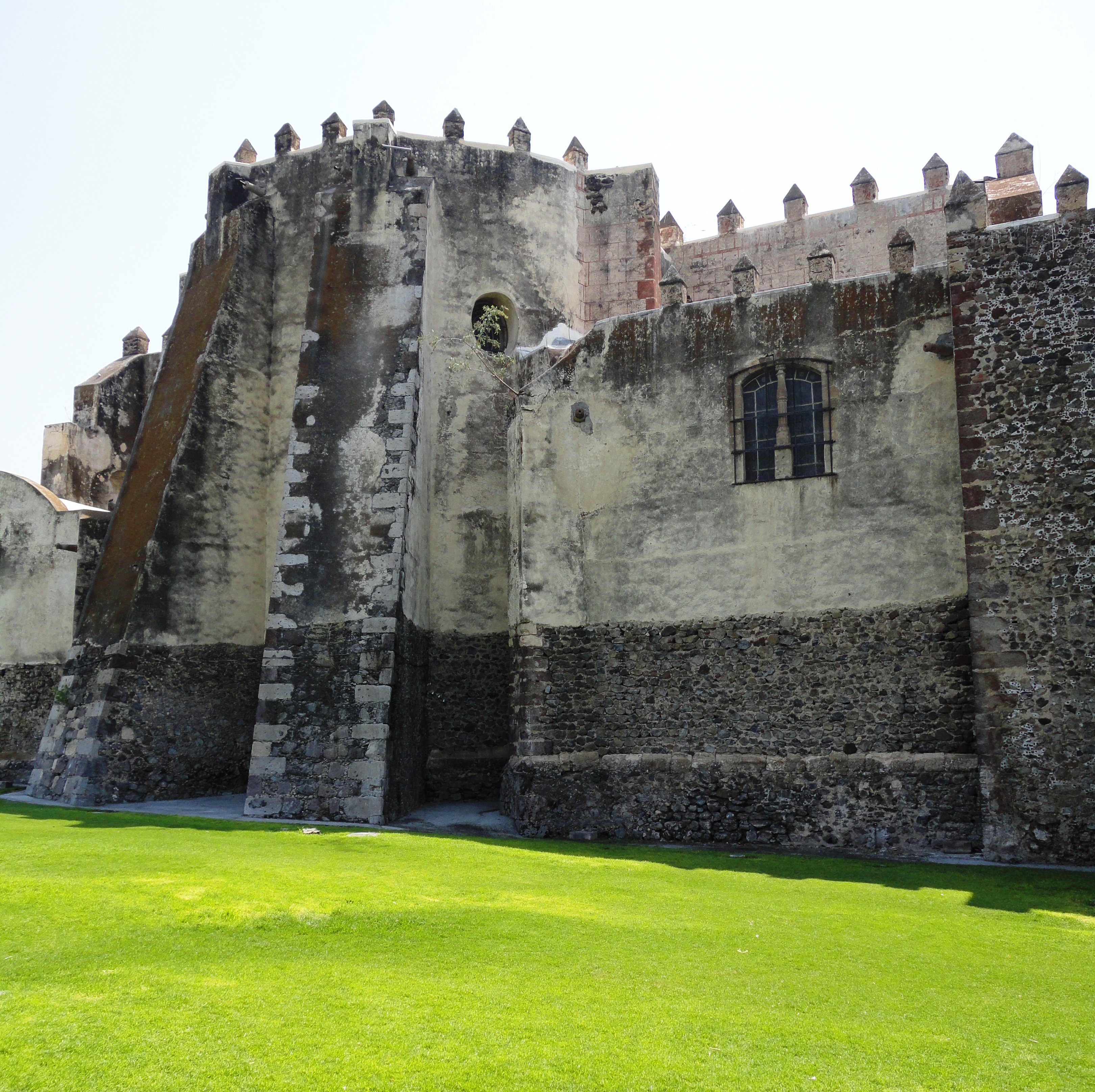
Vista del antiguo convento de San Agustín, antes de los trabajos de restauración.

El 6 de junio de 1852, por decreto número 235 del H. Congreso del estado, es elevado a categoría de Villa el pueblo de Yuririhapundaro, el 1 de enero de 1914 por decreto n.º 46 del H. XXV Congreso del estado le es otorgado el título de Ciudad.

### Defensa de yuriria

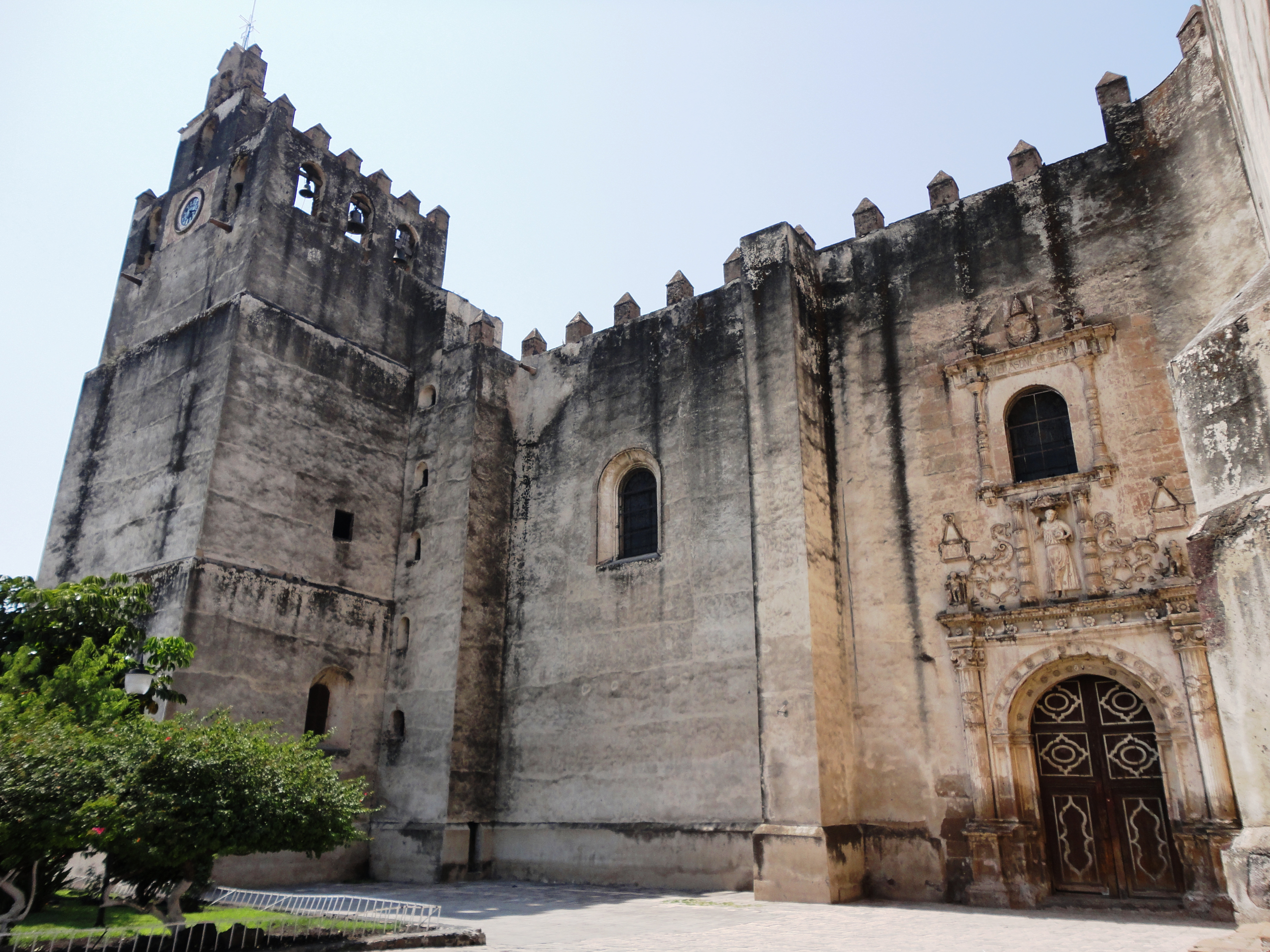
Antiguo Convento de San Agustín.

El 30 de agosto de 1913, a las 5 de la mañana, día sábado, esta ciudad sufrió el ataque de las fuerzas revolucionarias de la brigada Fusileros de Coahuila, al mando del general Joaquín Amaro y los generales subordinados, Alfredo Elizondo, Cecilio García y otro apodado El Chivo, Anastasio, Abundio y Tomás García. Los Atacantes lograron en la madrugada de este día infiltrarse en muchas de las calles del lugar por las partes poniente y sur, emplazaron sobre el teche del templo de Esquipulitas una ametralladora, e iniciaron un ataque a carrera de caballos por la calle “De Carreras” (Hoy calle 5 de Mayo). La ciudad no tenía guarnición, sólo 5 vecinos enrolados como defensores estaban arriba de las bóvedas del Convento. Jesús Juárez, comandante de la policía, y su hijo Jerónimo, don Anselmo Juárez, Albino Rodríguez y Epifanio N. "El Pifas"; en las azoteas de las casas estaban los vecinos acomodados y que tenían armas dentro de los que se destacaba Pastor Castro Tinoco. El Ataque fue vigoroso, pero lograron rechazarlo, siendo el empuje mayor de las ocho a las once horas; a las tres de la tarde se inició la retirada de los atacantes y a las cinco todo había terminado. De los defensores resultaron muertos los siguientes: Jesús Tinoco Corona, Francisco Álvarez Guzmán, Salvador Gómez Jaramillo, Francisco Ruiz Ramírez, Aurelio Soto "El Culebro", Felipe Flores Villagómez, J. Jesús N."Macuás", un bolero de nombre J. Jesús N. "Ojitos", Leandro Parra, Antonio García y una niña de pecho hija del señor J. Jesús Martínez Ledesma. De los atacantes, se recogieron 10 cadáveres y 2 prisioneros que fueron fusilados por los vecinos triunfantes. En esta acción, fueron incendiadas, por los atacantes, las casas de don J. Sacramento Guerrero, que era una fábrica de cigarros; de don J. Trinidad Villagómez, la escuela de niñas ubicada en la calle Victoria, y que ahora es el hospital, y la casa contigua a este último. La mayoría de los vecinos, en la noche de este día de combate, se concentró en el Convento. Como a las nueve de la noche llegó dizque a prestar auxilio, el doctor Francisco Orozco, acompañado de José Ma. Galván, Enrique Lozada, Porfirio Orozco y once vecinos más de Valle de Santiago; repicaron las campanas y dispararon sus armas al viento. ¿Hombres valerosos, no? (Cita del libro Las Efemérides de Yuriria de Don J. Jesús Guzmán Cíntora, pp. 53, 54. Ed. Gobierno del Estado de Guanajuato. 1993.)

### Yuriria pueblo mágico
El 20 de diciembre de 2012, Yuriria es nombrado Pueblo Mágico por la Secretaría de Turismo Federal, esto debido a su significativa herencia histórica, su impresionante arquitectura colonial, su entorno natural único, y los esfuerzos de la comunidad por preservar y promover su riqueza cultural.
Lirio acuático y Yuriria
El lirio acuático (Eichhornia crassipes), es una planta flotante nativa de la cuenca del Amazonas. Hace unos 900 años, cuando las culturas prehispánicas establecieron el sistema de chinampas en el Valle de México, esta planta no formaba parte de su ecosistema. Sin embargo, en 1897, en la época del Porfiriato se cree que Carmen Romero Rubio llevó el lirio acuático al humedal de Xochimilco para que resaltara como planta de ornato. En esa época, las élites no eran conscientes de la velocidad de reproducción de la planta ni de su potencial invasivo, lo que finalmente la convirtió en una plaga para los ecosistemas acuáticos. Más de un siglo después, la proliferación del lirio acuático se ha convertido en un problema significativo en México. Estimaciones de expertos, la Comisión Nacional para el Conocimiento y Uso de la Biodiversidad (CONABIO) indican que cerca de 70 mil hectáreas de cuerpos de agua en el país están afectadas por esta planta. Su expansión desmedida está causando daños tanto a la flora como a la fauna de los embalses mexicanos.
Según el registro fotográfico más antiguo disponible, el lirio acuático ya estaba presente en la Laguna de Yuriria en 1924, como lo demuestra una fotografía de una inundación en la calle Villa Fuerte de ese mismo año. En la última década, esta planta ha cubierto más del 60% de la superficie de la laguna. La principal fuente, carga orgánica y nutrientes del agua residual, mismas que provienen de los municipios de Moroleón, Uriangato, Valle de Santiago, Santiago Maravatío, Salvatierra y Yuriria. Esta situación contribuye a las condiciones que favorecen el crecimiento del lirio acuático, junto con las malas prácticas agrícolas y el uso excesivo de fertilizantes, que terminan en los cauces que alimentan la laguna.

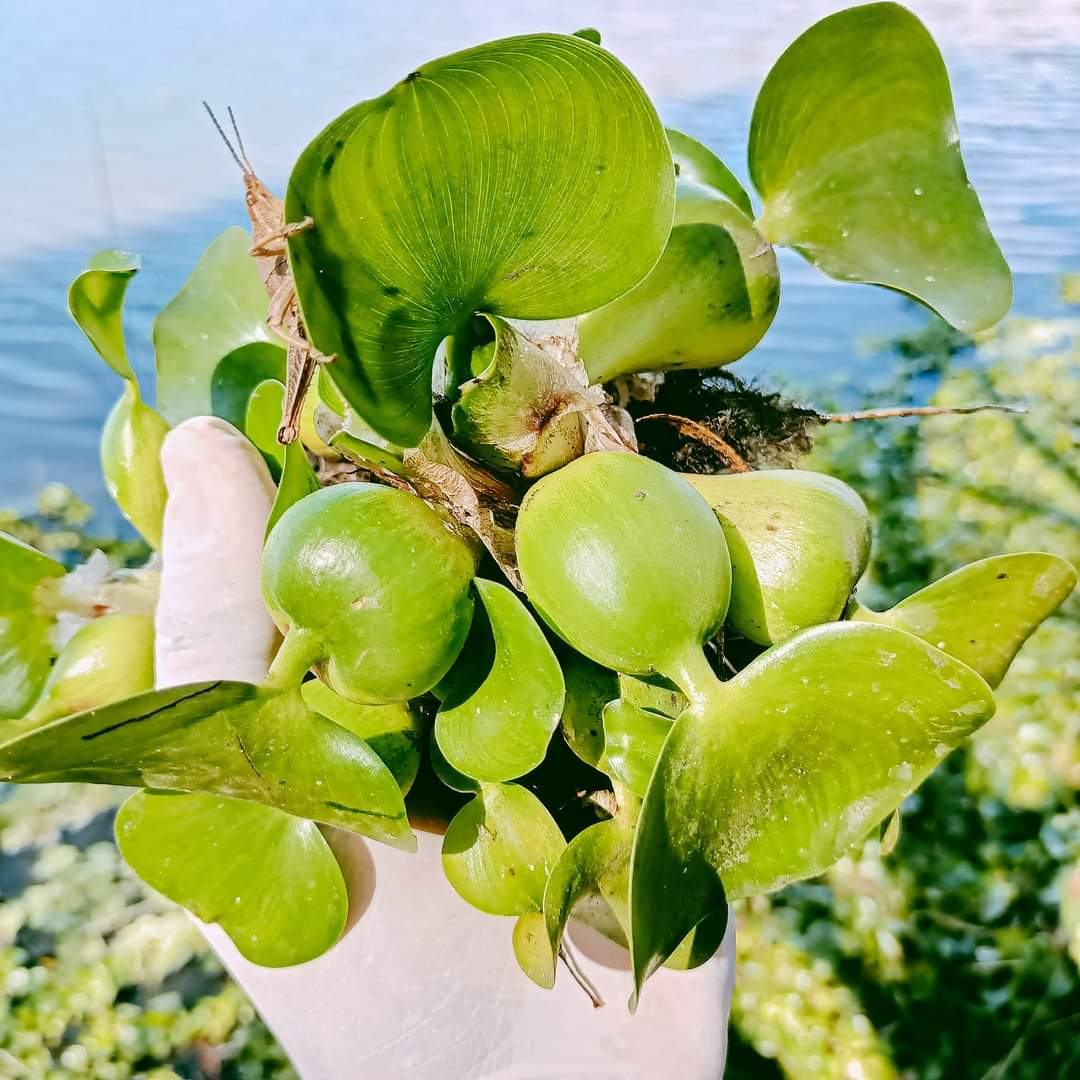
Lirio Acuático Yurirense

La proliferación del lirio acuático en la Laguna de Yuriria ha representado un desafío constante para el equilibrio ecológico y la economía de la región. A lo largo de los años, se han implementado diversas técnicas para controlar su expansión, cada una con sus propias ventajas y limitaciones.
Métodos Tradicionales de Control
Control Manual: Una de las primeras estrategias empleadas fue la extracción manual del lirio. Si bien es un método directo, resulta poco eficiente para grandes extensiones y requiere de una gran cantidad de mano de obra.
Control Biológico con Neoquetinos: Esta técnica se basa en el uso de insectos llamados neoquetinos, que se alimentan del lirio acuático. Aunque ha demostrado ser efectiva en ciertas condiciones, su implementación requiere de un monitoreo constante para evitar desequilibrios en el ecosistema.
Control Químico: El uso de herbicidas ha sido una práctica común en el pasado, pero sus efectos negativos sobre la biodiversidad y la salud humana han limitado su aplicación.
Control Mecánico: Esta técnica consiste en la remoción física del lirio acuático del cuerpo de agua. Se utilizan diversos equipos y maquinaria, como cosechadoras acuáticas, trituradoras y embarcaciones especializadas teniendo como desventaja su alto costo pues requiere de equipos especializados y una gran cantidad de mano de obra, al mismo tiempo el lirio acuático tiende a regenerarse rápidamente, por lo que los tratamientos mecánicos deben realizarse de forma regular.
En los últimos años, la agricultura de precisión ha emergido como una herramienta innovadora en la lucha contra el lirio acuático. Esta tecnología, que combina sistemas de información geográfica, sensores remotos y drones, permite un control más preciso y eficiente de la planta invasora.
Drones y Productos Bioquímicos: Los drones equipados con sistemas de pulverización de alta precisión permiten aplicar productos bioquímicos y agroecológicos directamente sobre las áreas infestadas por el lirio. Estos productos están diseñados específicamente para atacar a la planta invasora sin afectar a otras especies acuáticas o a la fauna de la región.
Con el avance en tecnología y métodos de control, se espera que la combinación de técnicas tradicionales y modernas permita una gestión más efectiva del lirio acuático en la Laguna de Yuriria. La integración de drones y productos bioquímicos representa una oportunidad prometedora para reducir su impacto sin causar daños colaterales en el ecosistema. Sin embargo, el éxito en el control del lirio acuático también requiere un enfoque integral que incluya la mejora en el manejo de aguas residuales, prácticas agrícolas sostenibles y la participación activa de las comunidades locales. Solo a través de un esfuerzo coordinado y continuo entre la población, el municipio, el estado y la federación se podrá mitigar adecuadamente esta amenaza ecológica y proteger la Laguna de Yuriria.

### Yuriria y los incendios en la laguna: un desafió ambiental histórico
Yuriria, un municipio conocido por su rica historia y su incomparable belleza natural, ha estado enfrentando en años un serio desafío ambiental, los recurrentes incendios en su emblemática laguna. Estos incendios, que han sucedido desde principios del siglo XX hasta el presente, alcanzaron su punto más crítico el 22 de marzo de 2024. La laguna, una de las más grandes de México, ha sido testigo de la evolución de la región y ha sufrido las consecuencias del cambio climático y las actividades humanas.
Causas Subyacentes

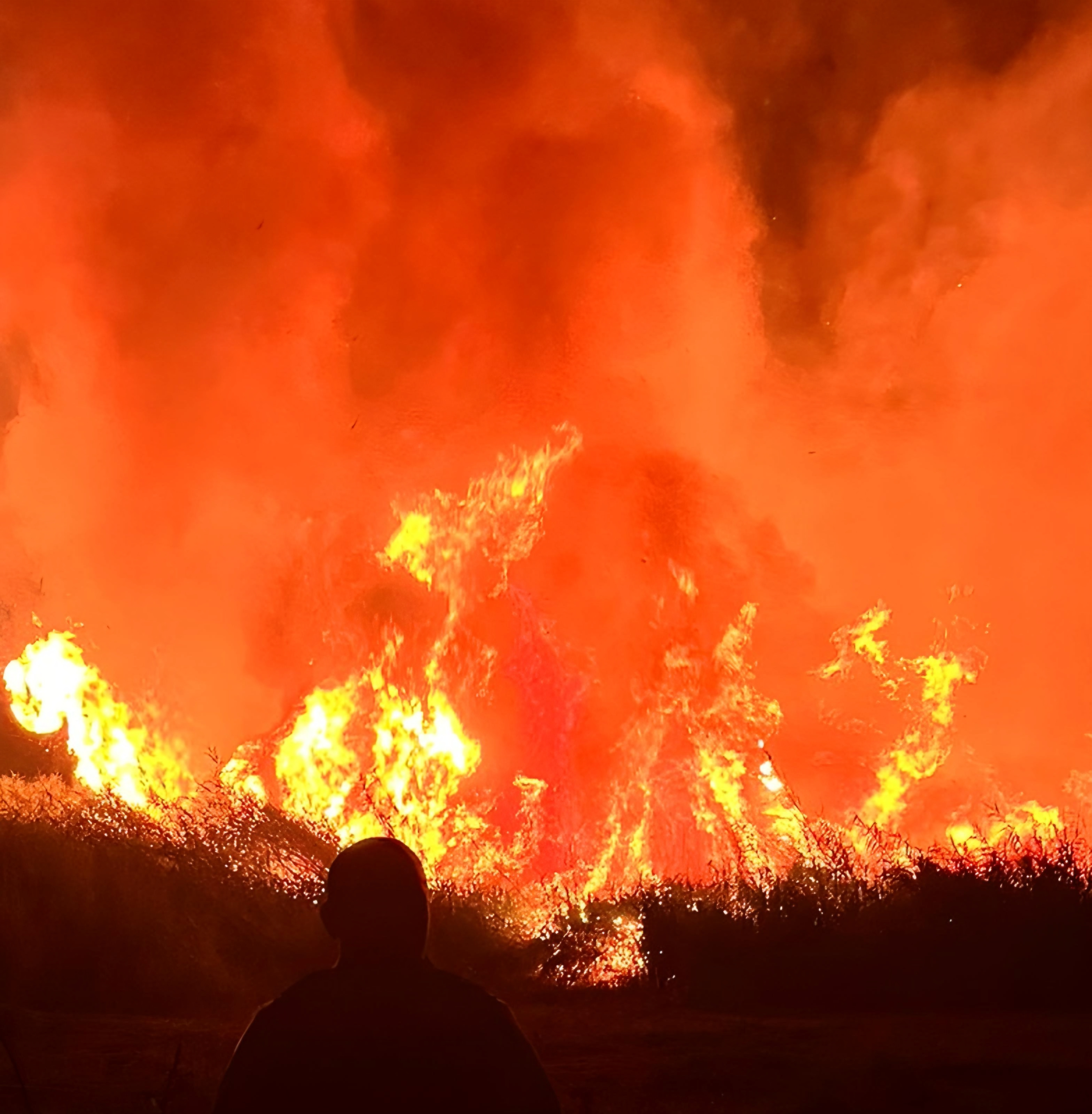
Incendio de Tular en la Laguna de Yuriria

Diversos factores contribuyen a la recurrencia de incendios en la laguna:
Sequía Prolongada: La región ha experimentado periodos de sequía que reducen significativamente los niveles de agua en la laguna, dejando expuestas grandes extensiones de vegetación seca susceptible al fuego. 
Acumulación de Material Orgánico: La proliferación de lirio acuático y otras plantas, seguida de su descomposición, crea acumulaciones de materia orgánica que, al secarse, se convierten en combustible para incendios.
Contaminación: Las descargas de aguas residuales y la escorrentía agrícola han incrementado la carga de nutrientes en la laguna, favoreciendo el crecimiento excesivo de vegetación acuática. Este fenómeno, conocido como eutrofización, contribuye a la acumulación de biomasa que, al secarse, aumenta el riesgo de incendios.
Impacto Ambiental
Los incendios en la Laguna de Yuriria tienen consecuencias significativas:
Pérdida de Biodiversidad: La destrucción de hábitats afecta a numerosas especies de aves, peces y otros organismos que dependen de la laguna para su supervivencia.
Degradación de la Calidad del Agua: La quema de vegetación y la consecuente erosión pueden aumentar la sedimentación y la carga de contaminantes en el agua, afectando su calidad y potabilidad.
Afectaciones a la Pesca: La pesca, una actividad económica vital para las comunidades locales, se ve perjudicada por la disminución de poblaciones de peces y la contaminación del agua.
Esfuerzos de Mitigación y Conservación
Ante esta problemática, se han implementado diversas acciones:
Monitoreo y Control de Incendios: Las autoridades locales y estatales han establecido protocolos para la detección y combate de incendios, incluyendo la participación de brigadas comunitarias y el uso de tecnología para el monitoreo de áreas vulnerables.
Programas de Restauración Ecológica: Se han desarrollado iniciativas para la reforestación de áreas afectadas y la rehabilitación de hábitats, con el objetivo de restaurar el equilibrio ecológico de la laguna.
Educación y Concientización: Campañas dirigidas a las comunidades locales buscan promover prácticas sostenibles y la participación en la conservación de la laguna.
A pesar de estos esfuerzos, la Laguna de Yuriria continúa enfrentando desafíos significativos. La colaboración entre autoridades, comunidades locales y organizaciones no gubernamentales es esencial para desarrollar e implementar estrategias efectivas que garanticen la preservación de este valioso ecosistema para las generaciones futuras.

### Incendio en la isla de San Pedro, la laguna de yuriria

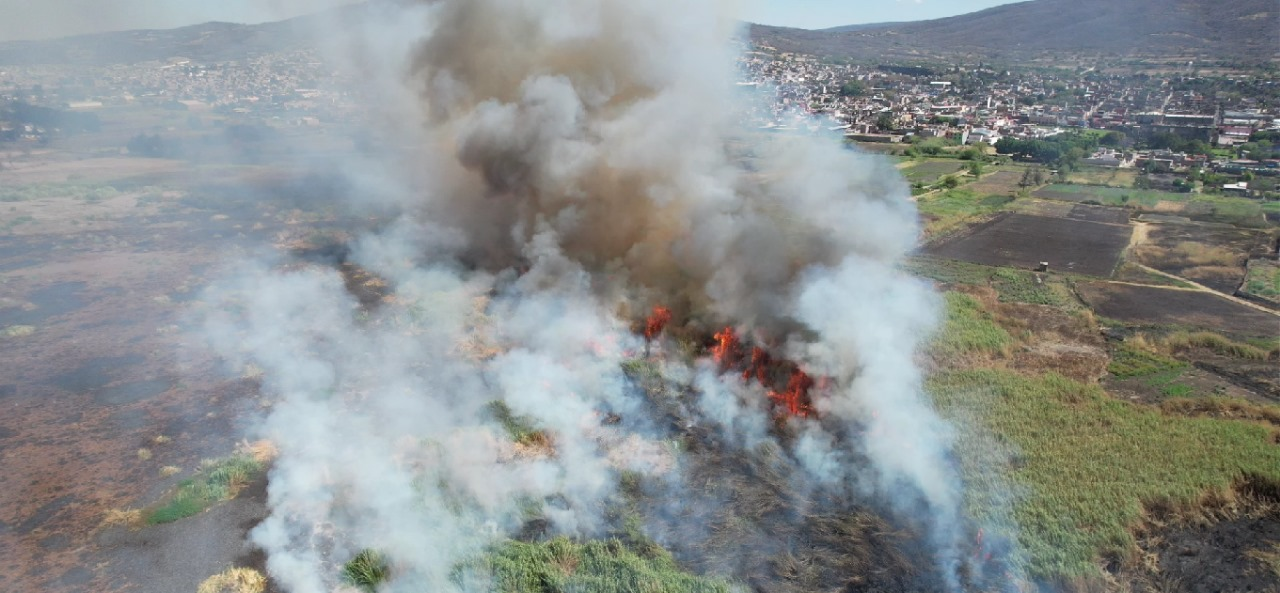
Incendio en la Laguna de Yuriria

El 22 de marzo, a las 12:00 horas, se reportó un incendio en el paraje conocido como “Isla de San Pedro”, ubicado en la Laguna de Yuriria. Este evento provocó una respuesta coordinada de varias autoridades y organismos locales para controlar y mitigar el siniestro.

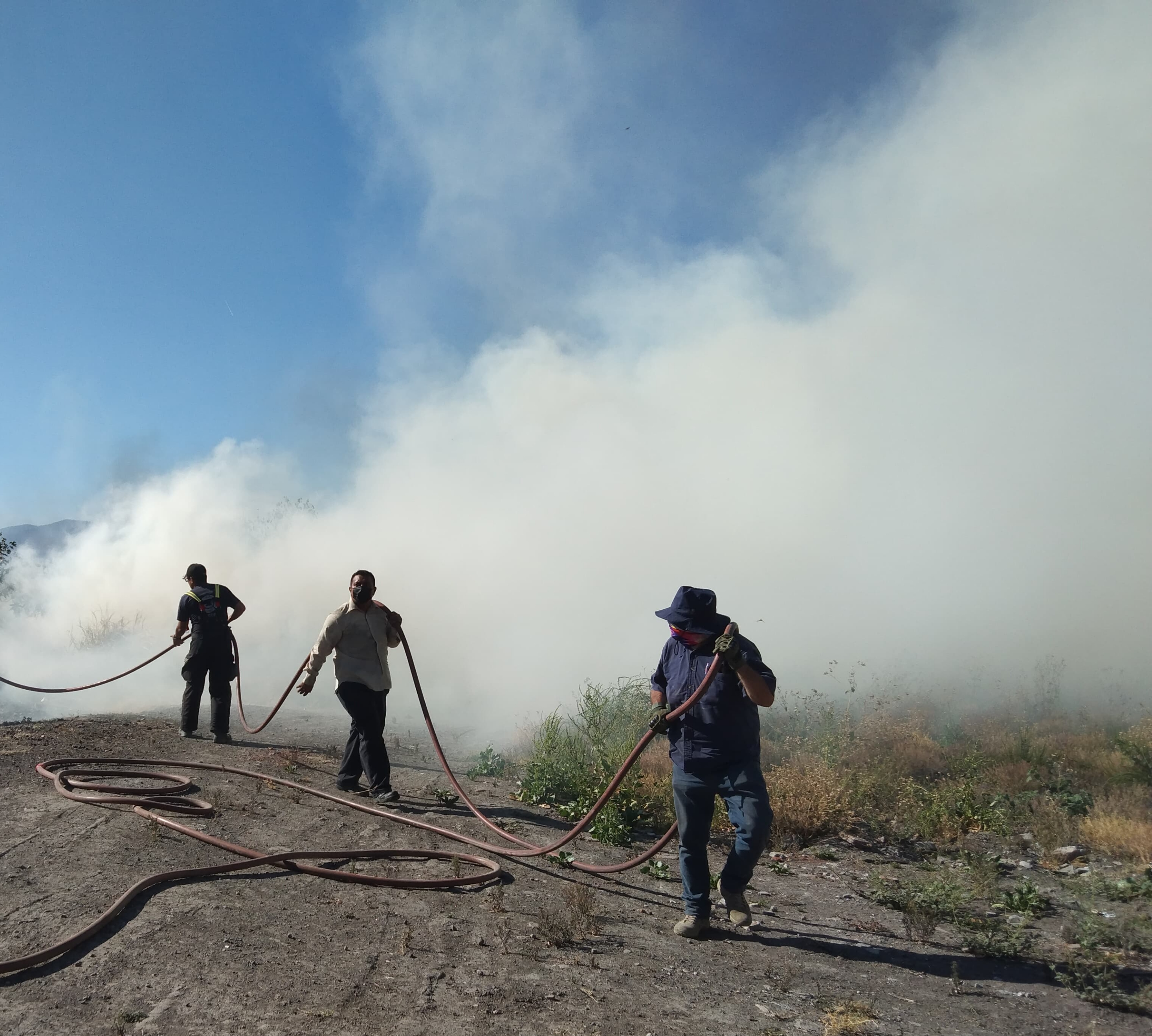
Trabajo coordinado Bomberos, Guardabosques y Dpto. Medio Ambiente

La atención inicial del incendio fue liderada por Protección Civil municipal del municipio de Yuriria. Este esfuerzo fue respaldado por el cuerpo de bomberos voluntarios local y varias dependencias municipales, entre las que se incluyen la Dirección de Medio Ambiente y Ecología, Obras Públicas, Agua Potable y el Departamento de Movilidad. Además, Bomberos voluntarios del municipio vecino de Uriangato se unieron a las labores de contención y control del incendio. La Secretaría de Medio Ambiente y Ordenamiento Territorial (SMAOT) asumió la supervisión del protocolo de atención del incendio. La SMAOT mantuvo una coordinación constante con el equipo de guardabosques y el personal combatiente, así como con el Gobierno municipal de Yuriria, para gestionar eficazmente la crisis.
El incendio comenzó en la orilla del paraje “Isla de San Pedro” y afectó principalmente al lirio seco. Las condiciones meteorológicas adversas, especialmente los fuertes vientos, complicaron las tareas de control, permitiendo que el fuego se propagara hasta la zona del Muelle y la falda del cerro del Coyontle. A las 17:00 horas del mismo día, se estimó que la superficie afectada por el incendio era de aproximadamente 60 a 70 hectáreas. Se calculó que entre 40 y 70 hectáreas de lirio seco y Tular fueron consumidas por el fuego. Las rachas de viento, que variaban entre 7 y 23 km/h en dirección noreste, dificultaron significativamente las labores de mitigación, extendiendo el impacto hacia las zonas de Tular y carrizal.
Según la información proporcionada por Protección Civil municipal, se estimó que el control del incendio había alcanzado alrededor del 80% hacia el final del día. Sin embargo, la persistencia de los vientos y la extensión del área afectada siguieron siendo desafíos significativos para el completo control y extinción del incendio. El 23 de marzo, a las 09:00 horas, con una humedad relativa del 51%, se reportó que el incendio había sido controlado y mitigado en su totalidad. Un recorrido realizado por Protección Civil del municipio de Yuriria confirmó que no existían puntos de calor activos en la zona incendiada, marcando el fin de la emergencia.

## Tradiciones
Dentro de las Principales Tradiciones de este lugar se encuentra la fiesta en honor al "Señor de la Preciosa Sangre de Cristo" el día 4 de enero, se hace un desfile nocturno de Carros Alegóricos con pasajes religiosos acompañados de Bandas de Viento, Danzas Locales y de otras regiones del estado.
Otra de sus fiestas principales es el 28 de agosto en que se festeja a "San Agustín", su santo patrono al ser evangelizados completamente por Agustinos.
También, cada 31 de agosto, el Sr. de la Preciosa Sangre es sacado de su templo y se hace un recorrido por la ciudad acompañando a la imagen hasta llegar la parroquia de la ciudad, donde dura hasta el 30 de septiembre, día en que regresa a su templo.
Entre ellas también se encuentra el día de muertos en el cual se le rinde culto a los familiares difuntos y se colocan tapetes en el jardín principal.En el municipio se lleva a cabo el tradicional desfile de carnaval en el cual participan tablas rítmicas, zanqueros y figuras robóticas, Participan también la reina y sus princesas y los “Garatuzos”, con su vestimenta negra característica, quienes al final del recorrido realizan la tradicional quema del mal humor en frente del convento de San Agustín y algunos jóvenes quiebran cascarones llenos de confeti, acabando el mal humor puesto en una caja mortuoria, al tiempo que la incendian y festejan en medio de la gente.

## Gobierno y política
Yuriria es uno de los  46 Municipios Libres pertenecientes al Estado de Guanajuato, cuya Constitución Política establece que:
"ARTÍCULO 106. El Municipio Libre, base de la división territorial del Estado y de su organización política y administrativa, es una Institución de carácter público, constituida por una comunidad de personas, establecida en un territorio delimitado, con personalidad jurídica y patrimonio propio, autónomo en su Gobierno Interior y libre en la administración de su Hacienda."
"ARTÍCULO 107. Los Municipios serán gobernados por un Ayuntamiento. La competencia de los Ayuntamientos se ejercerá en forma exclusiva y no habrá ninguna autoridad intermedia entre los Ayuntamientos y el Gobierno del Estado."

## Geografía

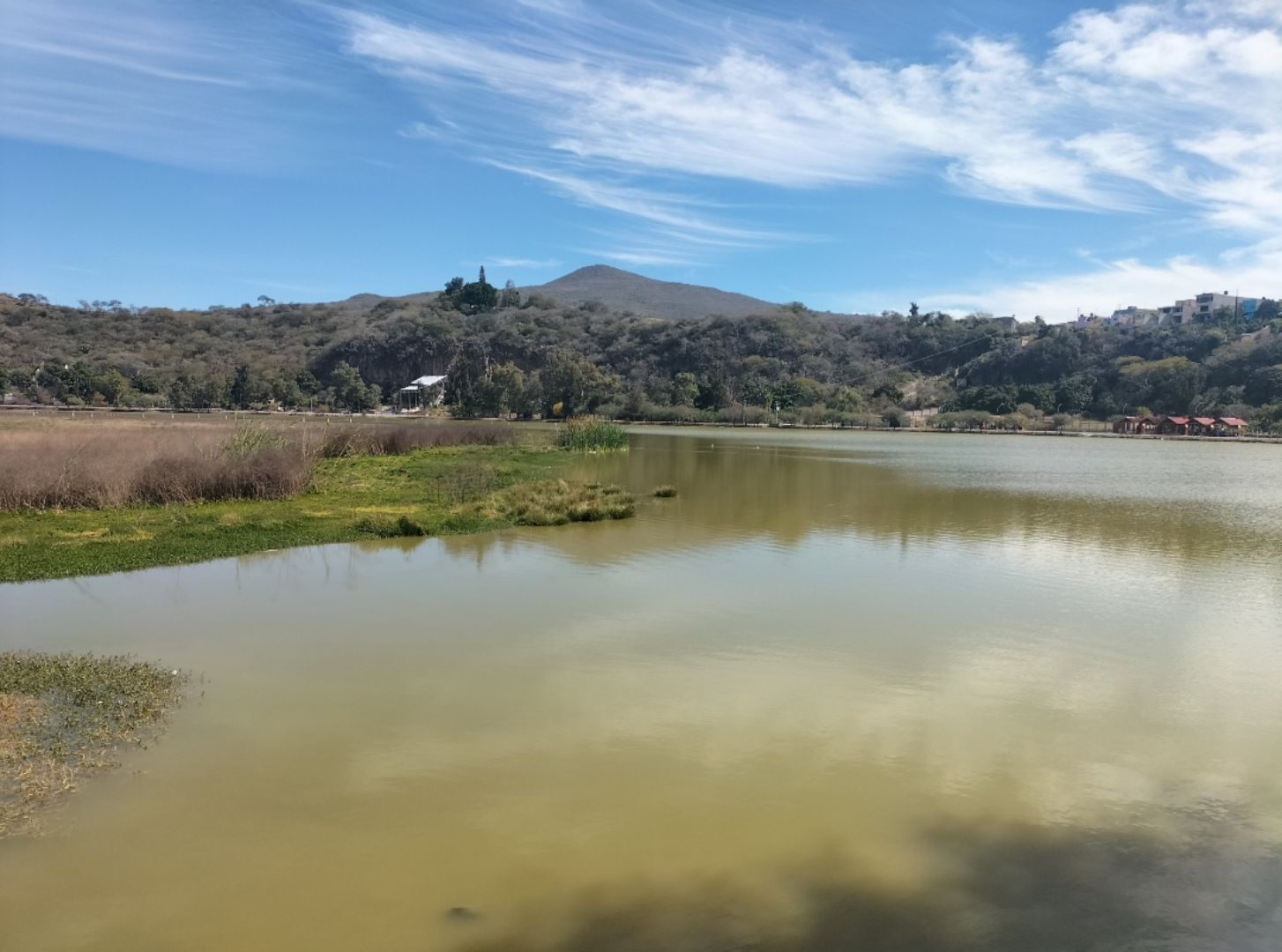
Área Natural Protegida Lago Cráter la Joya

El municipio de Yuriria se encuentra en la región del Bajío, en el sur de Guanajuato, colindando con el estado de Michoacán de Ocampo. Su tamaño total es de 656 kilómetros cuadrados. Limita al norte y al este con los municipios de Valle de Santiago y con Jaral del Progreso; al este con Salvatierra y con Santiago Maravatío; al Sureste con los municipios de Moroleón y Uriangato y al oeste con Michoacán de Ocampo con los municipios de Puruándiro, Morelos, Huandacareo y Santa Ana Maya 

### Orografía
El territorio es montañoso y de origen volcánico. La zona más baja forma una ciénega que no es adecuada para la agricultura, pero se utilizó para canalizar las aguas del río Lerma y crear la laguna de Yuriria. En el norte de la laguna, varias elevaciones orográficas limitan su expansión en esa dirección. Las principales elevaciones del municipio son Los Amoles, El Varal, Cerro Grande, Santiago, El Porullo, Cerro Prieto y Capulín, con una altitud promedio de 2300 metros sobre el nivel del mar.

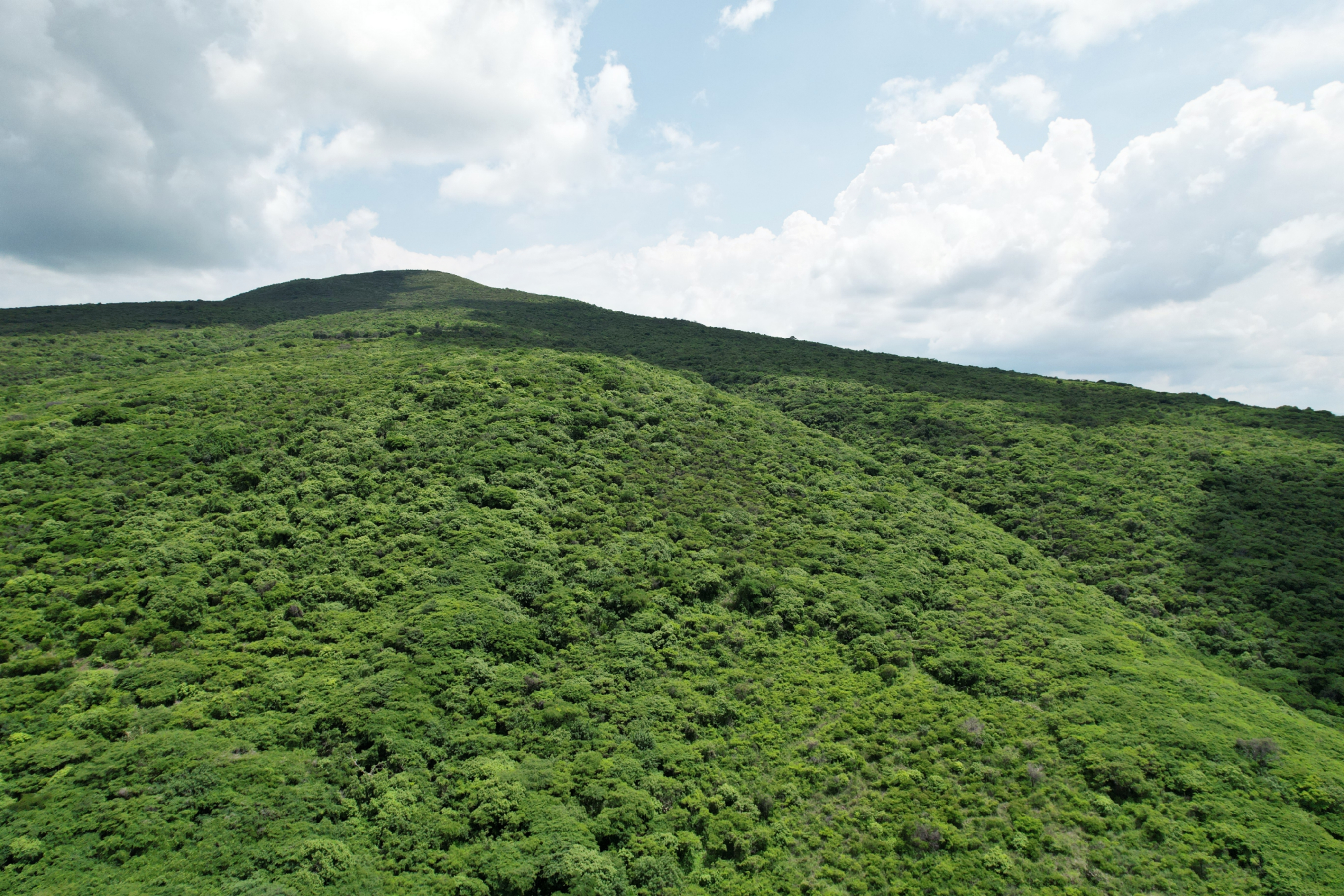
Cerro del Capulín

### Características y uso del suelo
Los suelos tienen origen en el período mioceno, presentan una estructura blocosa subangular, con una consistencia que varía de firme a muy firme y una textura que va desde limosa hasta arcillosa y arenosa, con un pH que oscila entre 6.0 y 8.9. Su origen es coluvial o aluvio coluvial. El 68.42% del territorio se destina a la agricultura, el 2.27% a pastizales, el 4.55% a bosques y el 24.7% a matorrales.

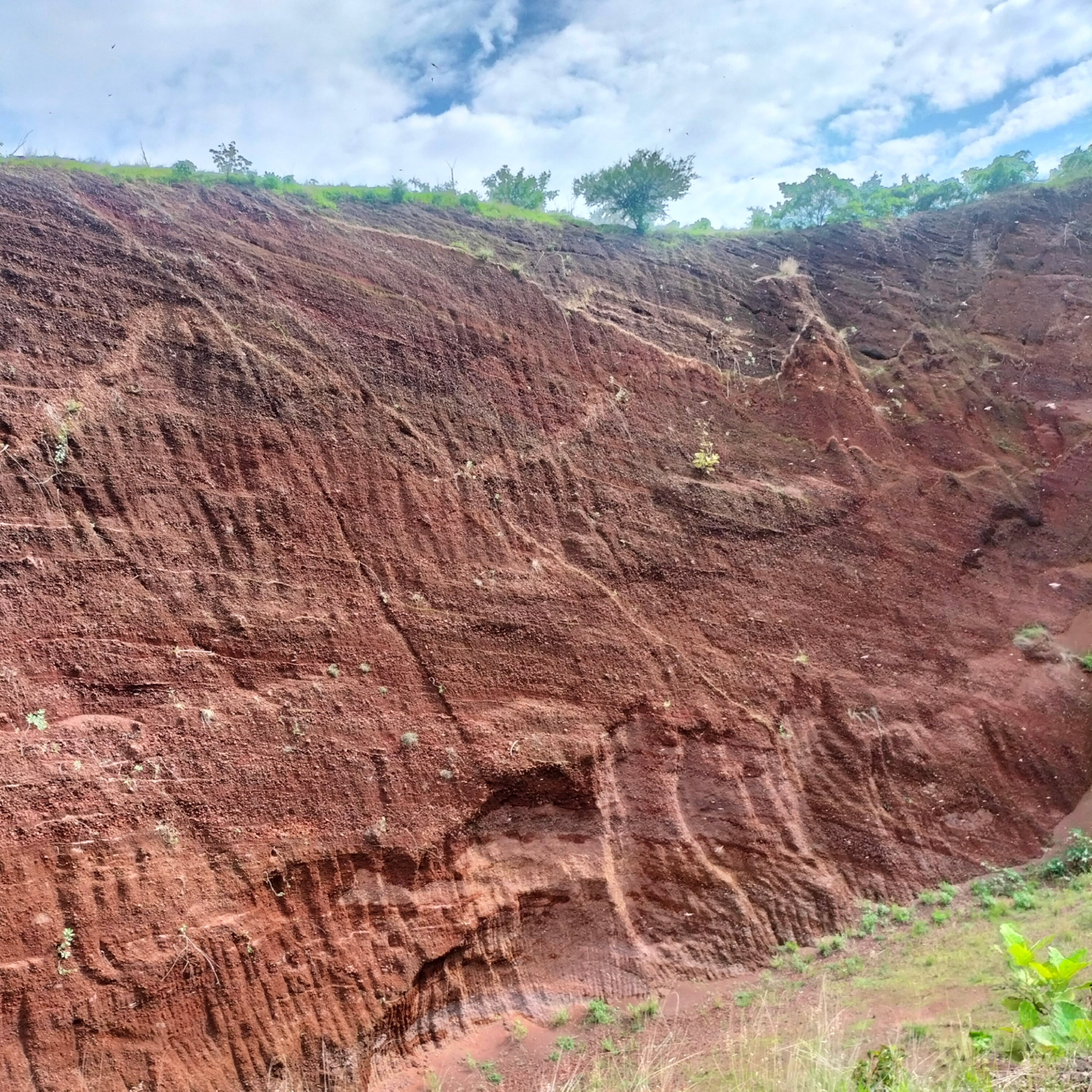
Edafología De Yuriria

### Vulcanismo
En el municipio se encuentra un volcán llamado La Joya, que actualmente es un lago. En el interior del cráter, se presentan agrietamientos que alcanzan una profundidad aproximada de 1 metro en la mayoría del área, y también hay viviendas situadas dentro del cráter.

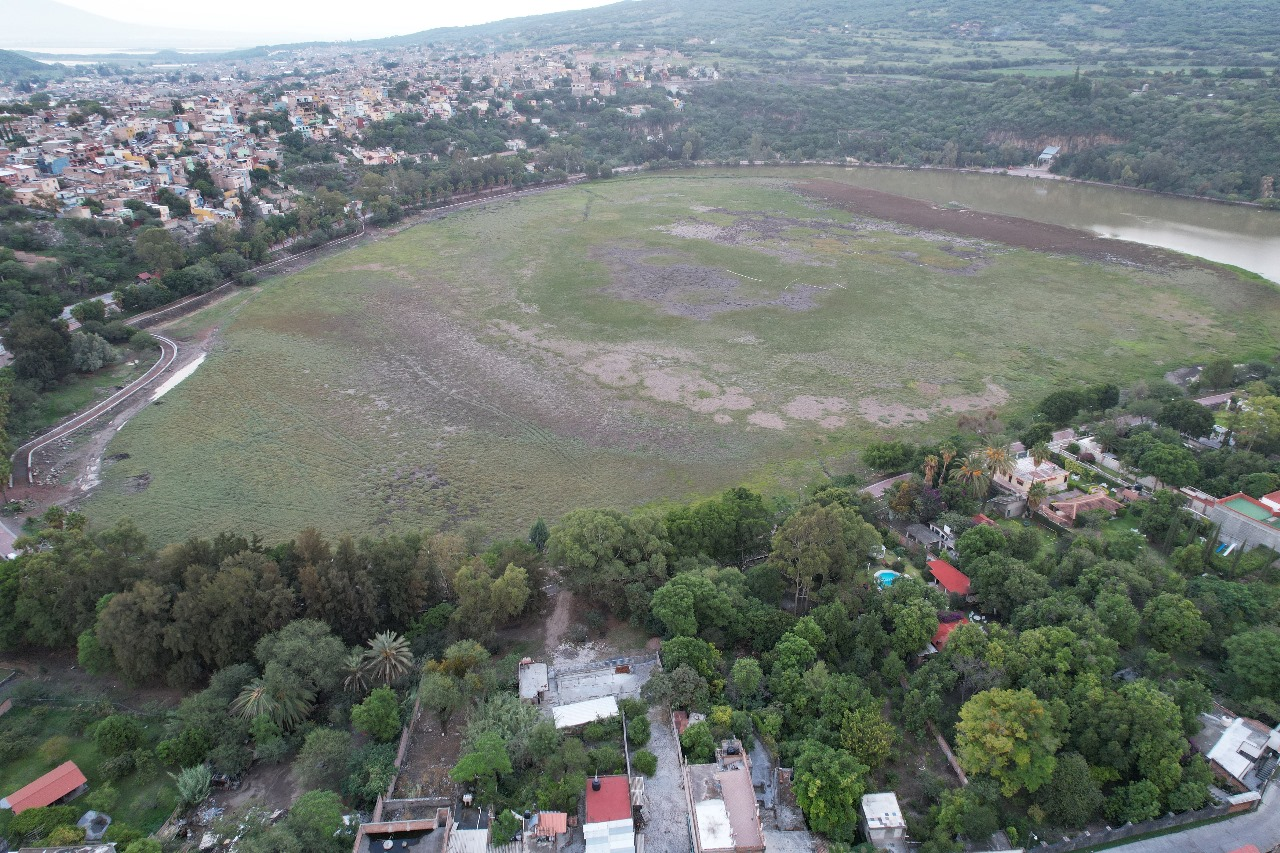
Lago Cráter la Joya

### Hidrografía

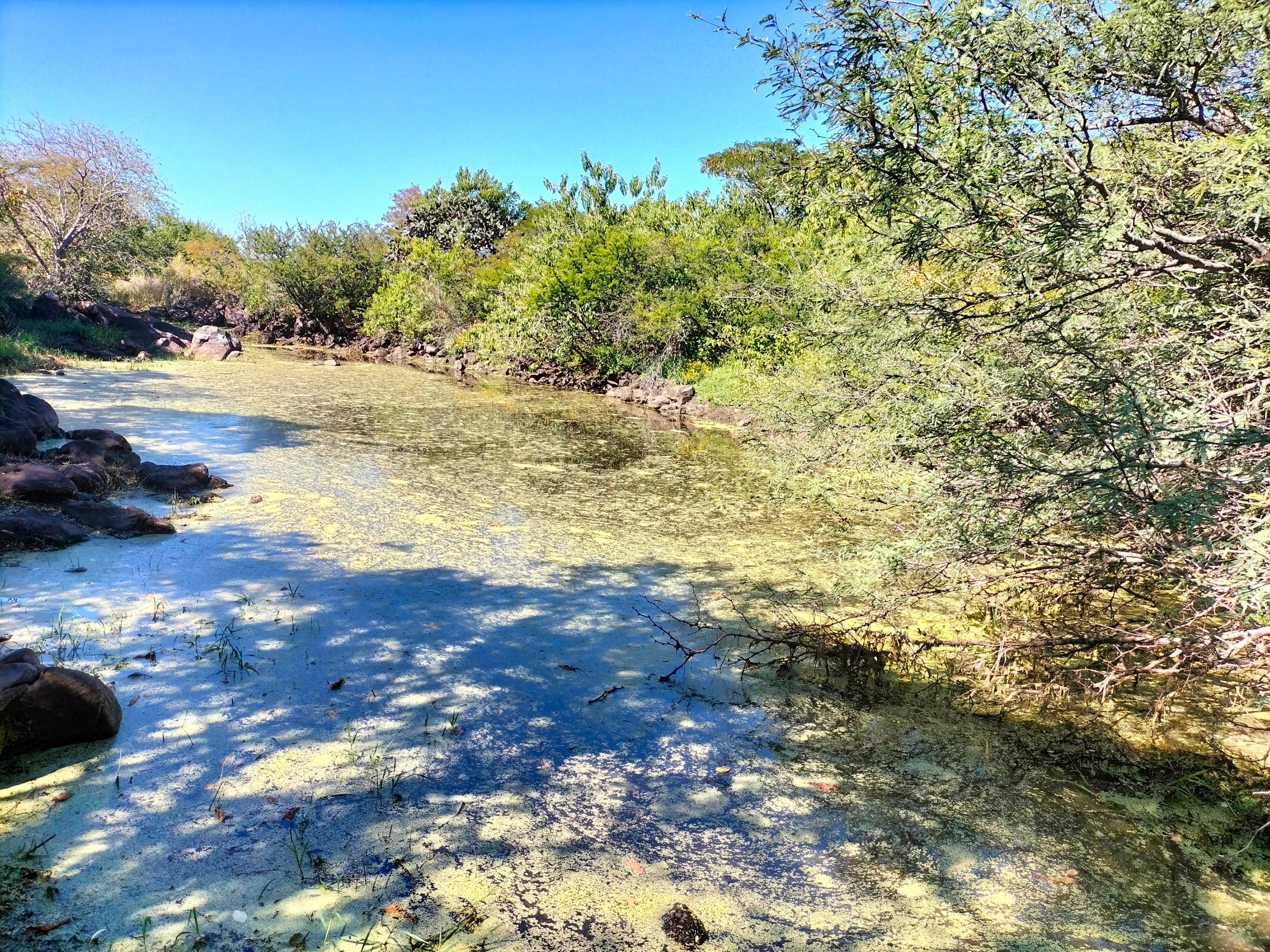
Presa k'eri anhatapu

El clima es semicálido subhúmedo, con lluvias en verano y baja humedad. La temperatura media es de 19,2 °C y la precipitación anual promedio es de 714 mm.

### Ecosistema
El municipio está dominado por el bosque tropical caducifolio, caracterizado por la pérdida anual de hojas de muchas especies vegetales durante la temporada fría y seca. Su biodiversidad es notable, incluyendo:
- Mamíferos: Coyote, Zorra Gris, Mapache, Venado Cola Blanca, Cacomixtle, Lince.

Los mamíferos en esta región actúan como polinizadores, dispersores de semillas y controladores de poblaciones de insectos y otros invertebrados. Por ejemplo, ciertas especies de murciélagos frugívoros consumen frutos y dispersan las semillas a través de sus heces, facilitando la regeneración del bosque y promoviendo la diversidad vegetal. Además, algunos mamíferos insectívoros ayudan a mantener bajo control las poblaciones de insectos, reduciendo potenciales plagas que podrían afectar tanto a la vegetación natural como a los cultivos agrícolas. La presencia de mamíferos también influye en la estructura y composición del bosque. Algunas especies, al forrajear y excavar, modifican el suelo y la vegetación, creando microhábitats que benefician a otras formas de vida. Estas interacciones complejas resaltan la importancia de los mamíferos en la promoción de la biodiversidad y la resiliencia del ecosistema. Sin embargo, la región de Yuriria enfrenta amenazas como la deforestación, la expansión agrícola y la cacería, que ponen en riesgo a las poblaciones de mamíferos y, por ende, al equilibrio ecológico. La conservación de estos animales es crucial no solo por su valor intrínseco, sino también por los servicios ecosistémicos que proporcionan, los cuales son fundamentales para el bienestar humano y la salud del medio ambiente. 
- Aves: Mascarita del Lerma, Pelícano Americano, Aguililla Cola Roja, Caracara Quebrantahuesos, Garrapatero Pijuy.

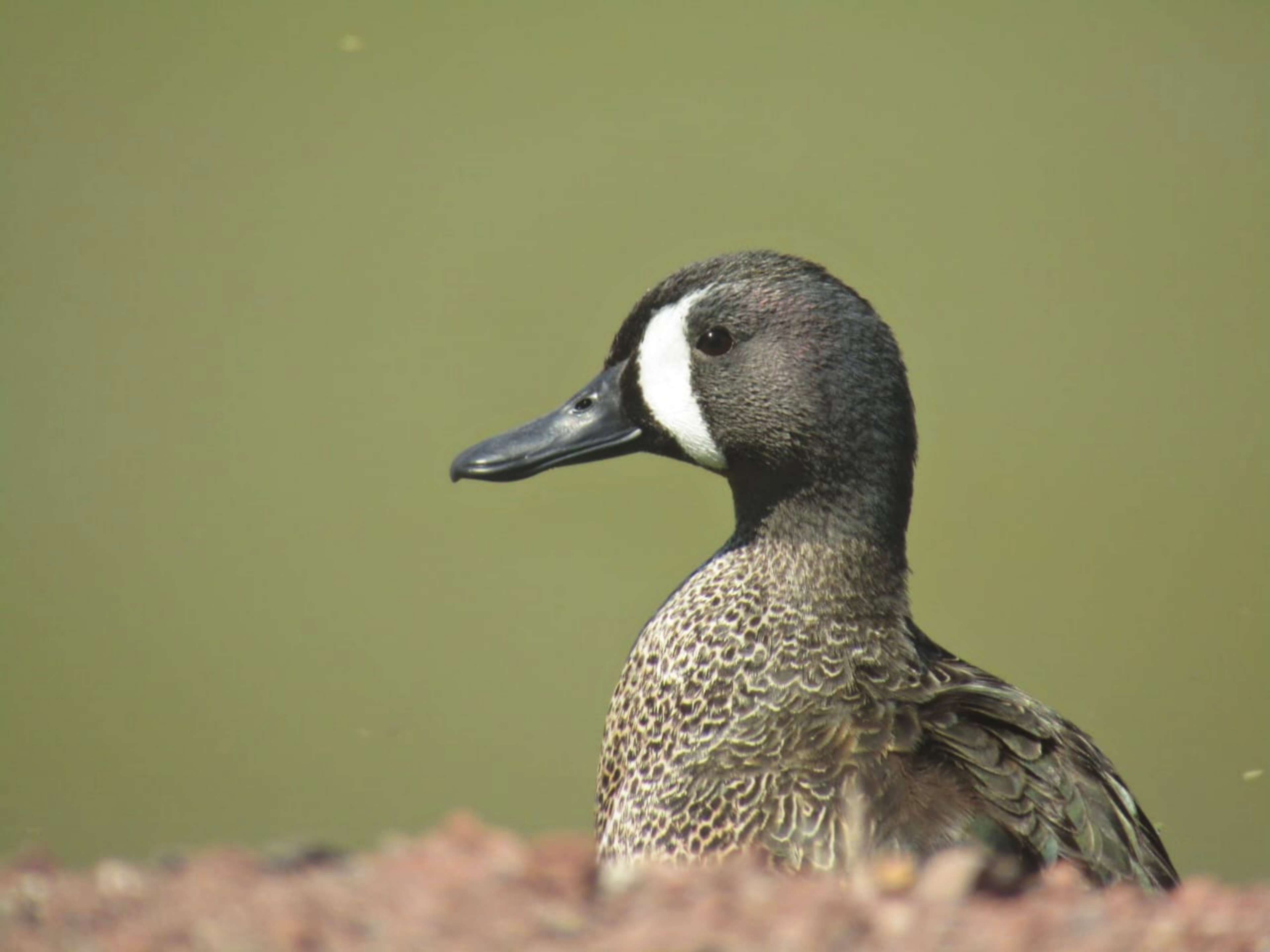
Cercetas alas azules en el lago Cráter

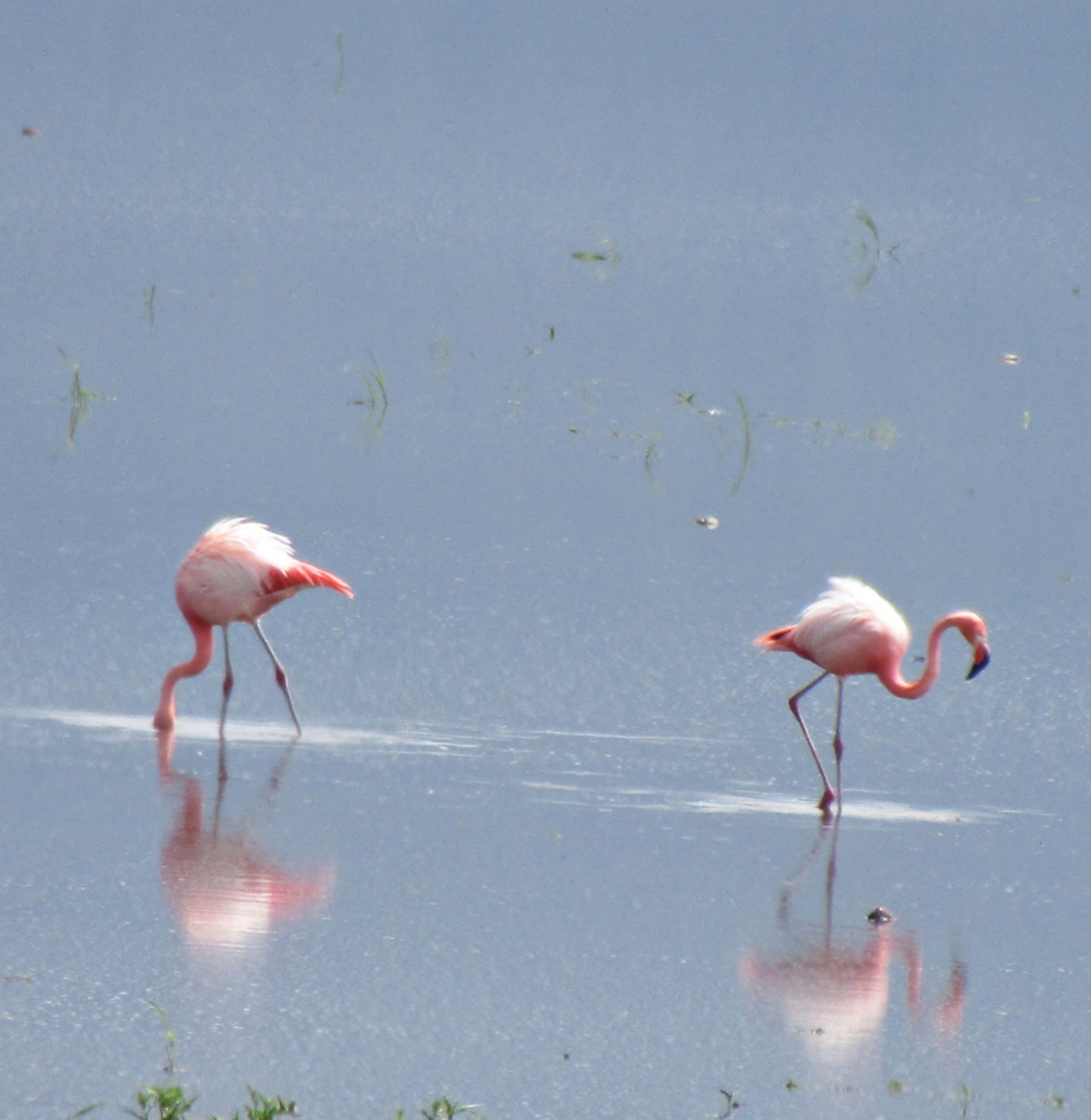
Flamencos visitando la Laguna de Yuriria

Las aves desempeñan roles esenciales en este ecosistema. Actúan como polinizadoras, facilitando la reproducción de diversas plantas al transferir polen entre flores. Además, muchas aves son dispersoras de semillas; al consumir frutos y posteriormente excretar las semillas en diferentes áreas, contribuyen a la regeneración y expansión de la vegetación local. En su papel como controladoras biológicas, las aves ayudan a mantener el equilibrio de las poblaciones de insectos y roedores, previniendo posibles plagas que podrían afectar tanto a la agricultura como a la salud humana. Asimismo, algunas especies carroñeras limpian el entorno al consumir animales muertos, reduciendo así el riesgo de propagación de enfermedades. La presencia de aves también tiene un impacto cultural y económico en Yuriria. La observación de aves atrae a ecoturistas, lo que genera ingresos para la comunidad local y fomenta la conservación de los hábitats naturales. Sin embargo, este equilibrio enfrenta amenazas como la contaminación, la pérdida de hábitat y el cambio climático, que pueden afectar negativamente a las poblaciones de aves y su ruta de migración, tal es el caso de la presencia de flamencos provenientes del parque metropolitano de León en la Laguna de Yuriria el 3 de julio de 2024. Es crucial implementar medidas de conservación y promover prácticas sostenibles para proteger estas especies y los servicios ecológicos que brindan. 
- Anfibios y reptiles: Rana Arbolícola de las Montañas, Lagartija de Mezquite, Sapo de Espuelas, Tortuga Casquito Mexicana, Culebra Arrollera de Panza Negra.

Los anfibios y reptiles juegan roles esenciales en el mantenimiento de los ecosistemas locales. Estos animales son vitales en el equilibrio ecológico al mantener poblaciones de plagas bajo control. Asimismo, son una fuente importante de alimento para otros depredadores en la cadena trófica, facilitando el flujo de energía en el ecosistema. Los anfibios, como ranas y sapos, son indicadores de la calidad del agua, ya que su piel permeable los hace vulnerables a contaminantes, lo que los convierte en un reflejo de la salud ambiental. A pesar de su importancia, estos grupos enfrentan amenazas significativas como la pérdida de hábitat, la contaminación y el cambio climático. 
- Peces: Bagre de Canal, Tilapia del Nilo, Guatopote Jarocho, Carpa Asiática Dorada.

Los peces desempeñan roles fundamentales en los ecosistemas acuáticos locales. Sin embargo, la introducción de especies exóticas puede alterar las dinámicas ecológicas, afectando a las especies nativas y la calidad del agua. Es crucial implementar prácticas de manejo sostenible para equilibrar la producción acuícola y la conservación de la biodiversidad acuática.
- Moluscos: Mejillones de agua dulce.

- Crustáceos: Acocil de Moctezuma, Cangrejo de agua dulce.

- Flora: Mezquite, Algarrobo, Palo Prieto, Palo Blanco, Ceiba, Zapote Blanco, Retama, Garambullo, Cardón Pitayo.

La flora de la región desempeña un papel esencial en el equilibrio ecológico y la biodiversidad local. Las plantas actúan como base de la cadena trófica al proporcionar alimento a diversas especies de fauna, desde pequeños insectos hasta grandes herbívoros. Además, son fundamentales en la regulación del clima local, ya que contribuyen a la captura de carbono, la producción de oxígeno y la regulación de la temperatura mediante la sombra y la transpiración. La vegetación desempeña un papel crucial en la prevención de la erosión del suelo, especialmente en áreas cercanas a cuerpos de agua como la Laguna de Yuriria, donde las raíces de los árboles y arbustos ayudan a mantener la estabilidad del terreno. Asimismo, la flora favorece la infiltración del agua de lluvia, recargando los mantos acuíferos y reduciendo el riesgo de inundaciones. Desde un punto de vista cultural y económico, las plantas locales tienen un gran valor. Algunas especies son aprovechadas para fines medicinales, ornamentales o como madera, mientras que otras son parte de tradiciones culinarias y artesanales. A nivel ambiental, sirven como hábitat para una amplia variedad de animales, incluidos polinizadores esenciales para la reproducción de otras especies vegetales. La conservación de la flora local no solo protege a las plantas mismas, sino que asegura la funcionalidad del ecosistema en su conjunto, garantizando la biodiversidad y el bienestar de las comunidades humanas que dependen de estos servicios ecológicos.
- Hongos: Laccaria squarrosa, Coprinellus disseminatus, Mycena galericulata, Ganoderma.[25]

Los hongos desempeñan roles fundamentales en los ecosistemas de la región, contribuyendo al equilibrio ecológico y la biodiversidad. Actúan como descomponedores, desintegrando materia orgánica muerta y reciclando nutrientes esenciales para el crecimiento de las plantas. Esta descomposición es crucial para la fertilidad del suelo y la disponibilidad de nutrientes para otras especies.

### Áreas naturales protegidas

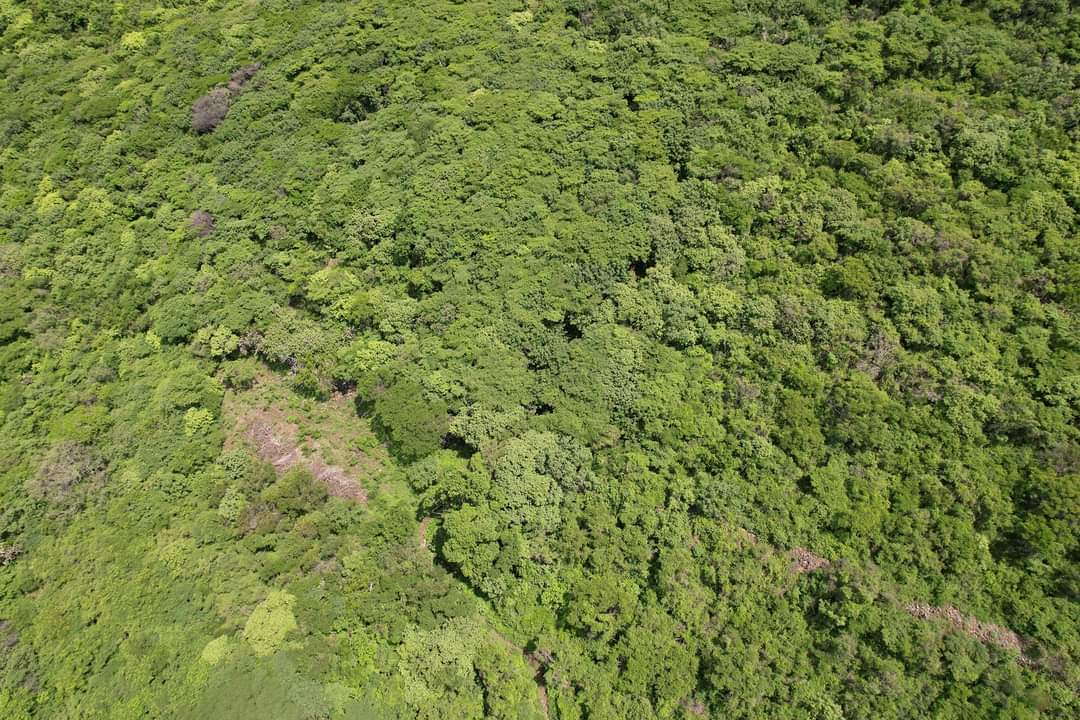
Bosque tropical caducifolio Yurirense.

La región de Yuriria, Guanajuato, alberga diversas Áreas Naturales Protegidas de Competencia Estatal con una gran relevancia ecológica y cultural. Estas áreas son fundamentales no solo para la conservación de la biodiversidad, sino también para el sustento de las comunidades locales y el desarrollo de actividades como el turismo sostenible. Estas son la Laguna de Yuriria y su Zona de Influencia, el Lago Cráter La Joya y el Cerro de Amoles, cada una con características distintivas que contribuyen a la riqueza natural y cultural de la región. La Laguna de Yuriria es considerada la primera obra hidráulica de América y desempeña un papel crucial en la regulación del microclima de la zona. Sus aguas no solo son fuente de vida y alimento para la población, sino que también sirven como hábitat para numerosas aves migratorias, algunas de las cuales están bajo protección especial según la norma oficial mexicana NOM-059-SEMARNAT/2001. La declaración de esta laguna como Área de Importancia para la Conservación de las Aves (AICAS) en 1999 y su inclusión como Sitio RAMSAR en 2004 subrayan su importancia ecológica a nivel internacional. Actualmente, se llevan a cabo proyectos de conservación que buscan garantizar la preservación de su biodiversidad mientras se promueve el desarrollo agrícola y turístico sostenible en la región. La colaboración entre los municipios de Yuriria, Valle de Santiago y Salvatierra se presenta como un elemento clave para la gestión eficaz de esta área protegida. La Zona de Área Natural Protegida (ANP) Laguna de Yuriria y su Zona de Influencia abarca 15,020 hectáreas, con 11,115 hectáreas pertenecientes a Yuriria, 3,755 hectáreas pertenecientes a Valle de Santiago y 150 hectáreas pertenecientes a Salvatierra. Por otro lado, el Lago Cráter La Joya, ubicado al sureste de la cabecera municipal de Yuriria, también es un punto de descanso para las aves migratorias. Este lago, en conjunto con la Laguna de Yuriria, forma parte de la misma ruta migratoria. Además de su importancia ecológica, el lago ofrece espacios de recreación para los habitantes, lo que fortalece el vínculo entre la comunidad y su entorno natural. Se está desarrollando un programa de manejo que, al ser implementado, buscará equilibrar las necesidades recreativas con las de conservación. La Zona de Área Natural Protegida (ANP) Lago Cráter La Joya, se sitúa exclusivamente en el municipio de Yuriria, abarca 1,479 hectáreas. Finalmente, el Cerro de Amoles es un ejemplo de la biodiversidad que se desarrolla en las laderas de esta serranía. Aquí, las formaciones vegetales originales como el bosque de encino y el bosque tropical caducifolio son el hogar de una rica fauna, con 162 especies registradas. La clasificación de esta área como zona de uso sustentable es un reconocimiento a su potencial para ser aprovechada de manera responsable, garantizando al mismo tiempo la conservación de sus ecosistemas, La Zona de Área Natural Protegida (ANP) Cerro de Amoles es compartida entre Yuriria y Moroleón, donde Yuriria posee 3,832 hectáreas y Moroleón 3,155 hectáreas.

## Demografía

### Localidades
En el censo de 2020 el municipio de Yuriria contaba con 113 localidades.
| Código INEGI      | Localidad                | Población (2020) |
| ----------------- | ------------------------ | ---------------- |
| 110460001         | Yuriria                  | 25 845           |
| 110460012         | San Juan Cerano          | 5 435            |
| 110460044         | Parangarico              | 2 703            |
| 110460075         | Casacuarán               | 2 184            |
| 110460029         | Loma de Zempoala         | 1 919            |
| 110460009         | La Calera                | 1 767            |
| 110460068         | San Francisco de la Cruz | 1 764            |
| 110460086         | Tejocote de Calera       | 1 487            |
| 110460003         | La Angostura             | 1 397            |
| 110460062         | San Andrés Enguaro       | 1 387            |
| 110460076         | Santa Mónica Ozumbilla   | 1 273            |
| 110460010         | El Canario               | 1 201            |
| Otras localidades | Otras localidades        | 20 379           |
| Total municipal   | Total municipal          | 68 741           |

## Lugares de interés

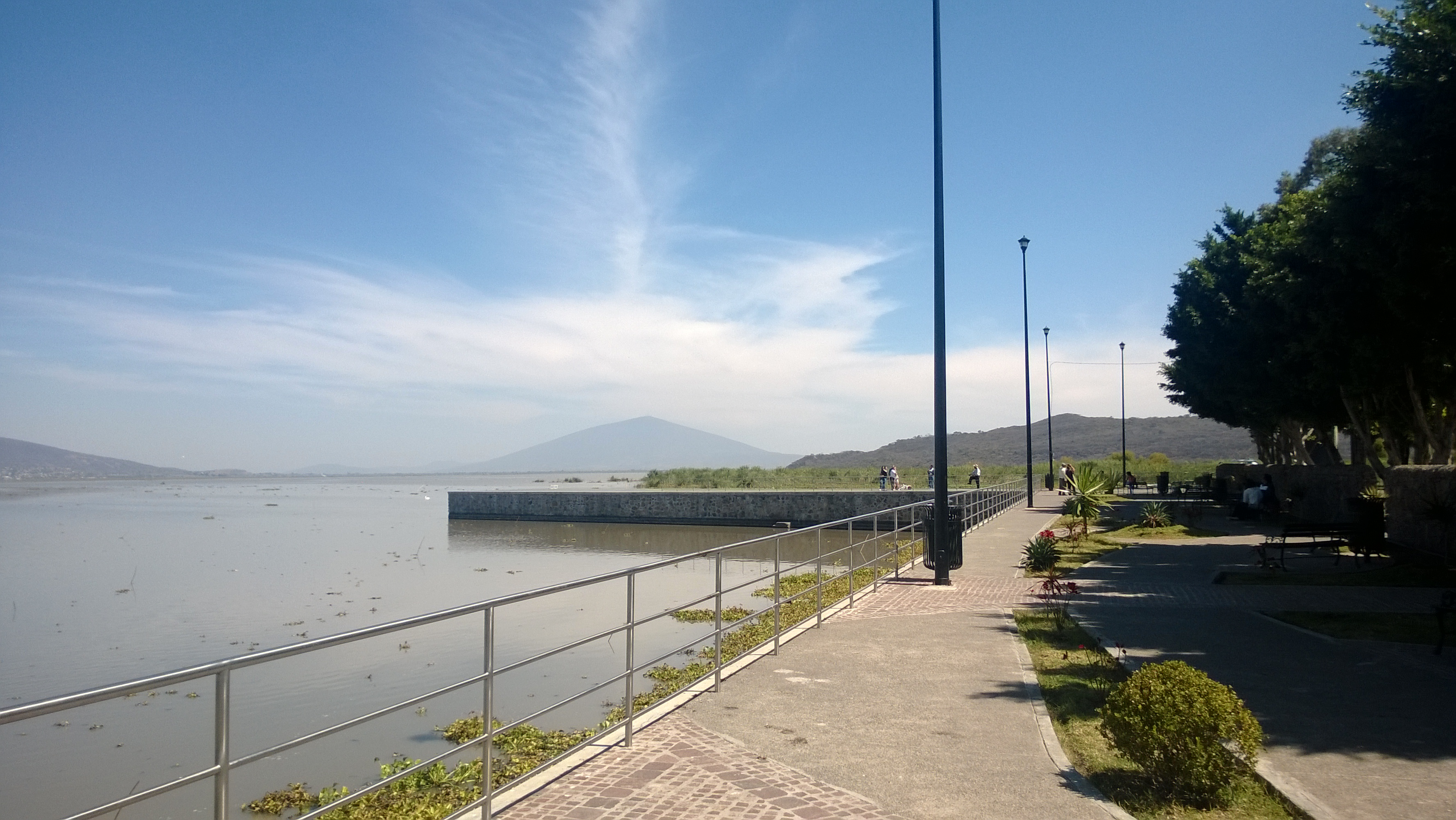
Vista del malecón y laguna de Yuriria.

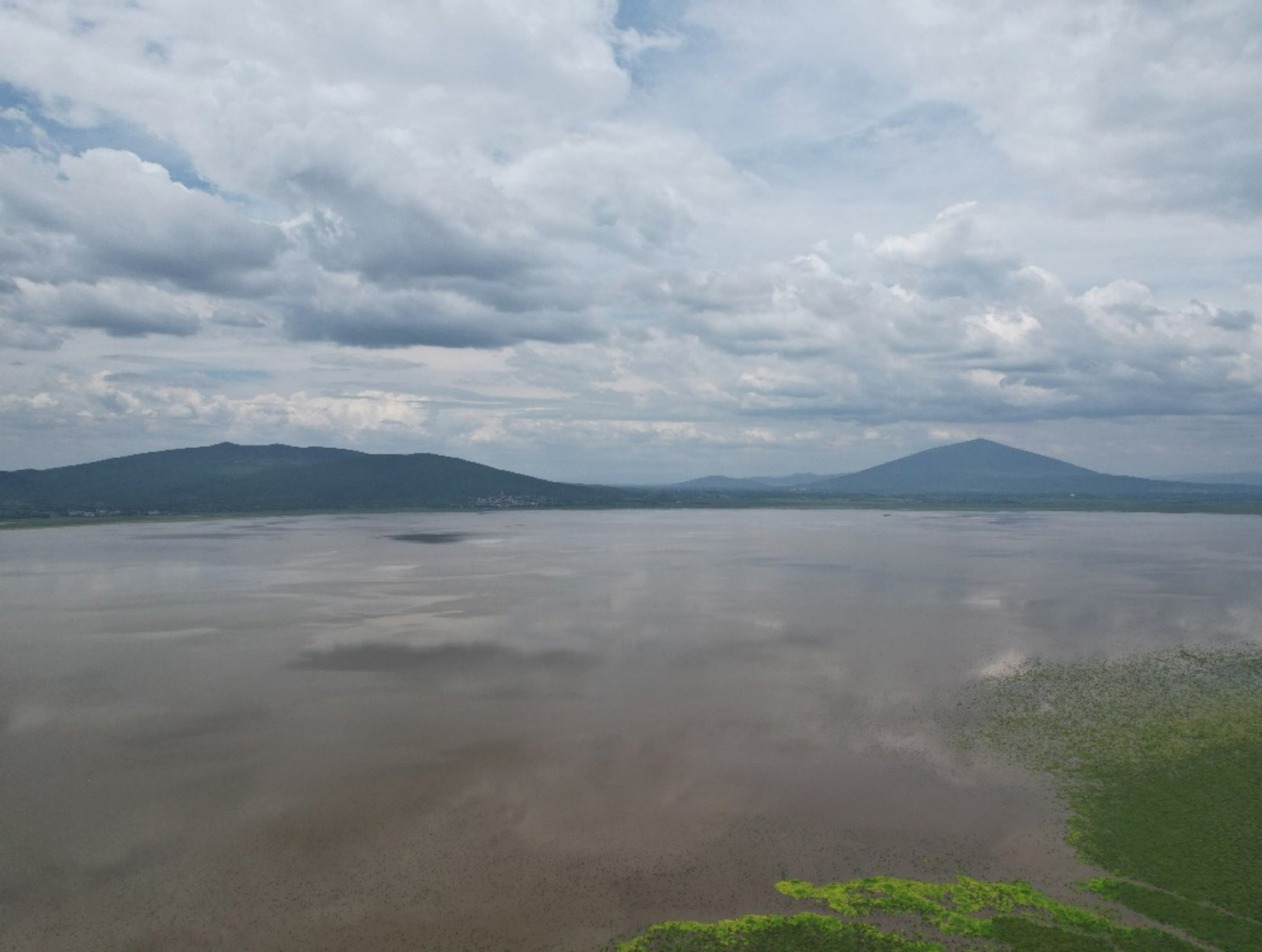
ANP Laguna de Yuriria y su Zona de Influencia

Yuriria tiene diversos lugares como íconos geográficos y arquitectónicos que se han convertido en sitios de turismo en el estado de Guanajuato, su variedad de sitios de interés combinan historia, arquitectura y naturaleza.
Laguna de Yuriria y Comunidades Circundantes
La Laguna de Yuriria es una de las obras hidráulicas más antiguas de América, construida en 1584 por Fray Diego de Chávez para mejorar el abastecimiento de agua en la región. Esta laguna artificial es un punto clave para la economía local, ya que permite la pesca, la agricultura y el turismo, algunas de sus actividades disponibles son el paseos en lancha, la pesca deportiva, observación de aves y caminatas en sus alrededores, teniendo como punto de interés La Isla de San Pedro, ubicada dentro de la laguna, siendo un atractivo natural con flora y fauna local además de religioso por la capilla que ahí se encuentra.  En las inmediaciones de la laguna se encuentran varias comunidades, entre ellas La Angostura, El Granjenal y Tepetates. Estas localidades, han evolucionado de ser pueblos dedicados a la pesca y la fabricación de artesanías a convertirse en atractivos turísticos de la región. El Malecón de Yuriria, ubicado en la ciudad de Yuriria, es una zona popular que cuenta con restaurantes y ofrece la posibilidad de realizar paseos en lancha, brindando a los visitantes una experiencia recreativa junto a la laguna.
Lago Cráter La Joya y Capilla de la Virgen de Guadalupe
Este lago, ubicado en el cráter de un volcán extinto, es una de las formaciones geológicas más impresionantes del Bajío. Rodeado de vegetación y terrenos volcánicos, ofrece un paisaje ideal para los amantes de la naturaleza, algunas de las actividades disponibles son el senderismo, ciclismo, fotografía de naturaleza y observación de aves. Cerca de este lago se encuentra la Capilla de la Virgen de Guadalupe, también conocida como la Virgen del Peñasco. Este sitio es un punto de peregrinación para los fieles y ofrece vistas panorámicas del entorno natural.
El Coyontle
Una zona natural con una geología única que, junto con el Lago Cráter La Joya, forma parte de los paisajes volcánicos de Yuriria. Este sitio es poco conocido pero ofrece oportunidades para la exploración y el ecoturismo.
Cerro del Capulín
Este cerro es un punto de referencia natural en Yuriria y es popular entre excursionistas y ciclistas de montaña. Desde la cima, se pueden observar vistas panorámicas de la Laguna de Yuriria y sus alrededores.
Infraestructura Colonial
Yuriria posee una rica herencia colonial reflejada en su arquitectura. El Ex Convento de San Agustín, fundado en 1559, es una muestra destacada de la arquitectura colonial en México. A simple vista, el templo parece formar parte de un castillo europeo o una fortaleza, lo que lo convierte en una obra arquitectónica espectacular.
Iglesias y Ruta de los Templos
Yuriria cuenta con varias iglesias de origen colonial que forman parte de la llamada "Ruta de los Templos". Estas edificaciones no solo son lugares de culto, sino también testimonios arquitectónicos de la época virreinal. Estas iglesias forman parte del patrimonio cultural de Yuriria y son paradas obligadas para quienes desean conocer la historia y arquitectura de la región.
Jardín Principal
El Jardín Principal de Yuriria es el corazón social de la ciudad. Rodeado por portales y insfrastructura histórica, este espacio verde es un punto de encuentro para locales y visitantes. Aquí se llevan a cabo diversas actividades culturales y recreativas, es común encontrar músicos locales amenizando el ambiente.
Festividades de Yuriria
Yuriria celebra diversas festividades a lo largo del año que reflejan su rica tradición cultural y religiosa. Entre las más destacadas se encuentran:
Fiesta de la Virgen de Guadalupe (12 de diciembre): Incluye peregrinaciones, danzas tradicionales y eventos religiosos en honor a la patrona de México.
Semana Santa: Con procesiones solemnes y representaciones de la Pasión de Cristo, es una de las celebraciones más significativas para la comunidad.
Estas festividades son una muestra del sincretismo cultural y la devoción religiosa de los habitantes de Yuriria, ofreciendo a los visitantes una oportunidad de sumergirse en las tradiciones locales.
Museo Municipal Fray Pedro de Olmos
El museo municipal Fray Pedro de Olmos es una institución cultural ubicada en el corazón del Pueblo Mágico de Yuriria. Dedicado a preservar y exhibir la rica historia de la región, este museo ofrece a los visitantes un fascinante recorrido a través del tiempo, desde las antiguas civilizaciones prehispánicas hasta la época contemporánea. Este museo lleva el nombre de Fray Pedro de Olmos, un destacado fraile Agustino que jugó un papel fundamental en la evangelización de la región durante la época colonial, además de ser quien fundo de manera oficial a Yuriria. Su establecimiento busca honrar el legado de la identidad yurirense y promover el conocimiento y apreciación del patrimonio cultural de Yuriria. Las colecciones del museo abarcan una diversa gama de objetos y documentos históricos, entre los que destacan:
Artesanías prehispánicas: Una muestra de la habilidad y creatividad de las culturas prehispánicas que habitaron la región, como cerámica, figuras y objetos rituales de culturas como la Purépecha y la Chupicuara.

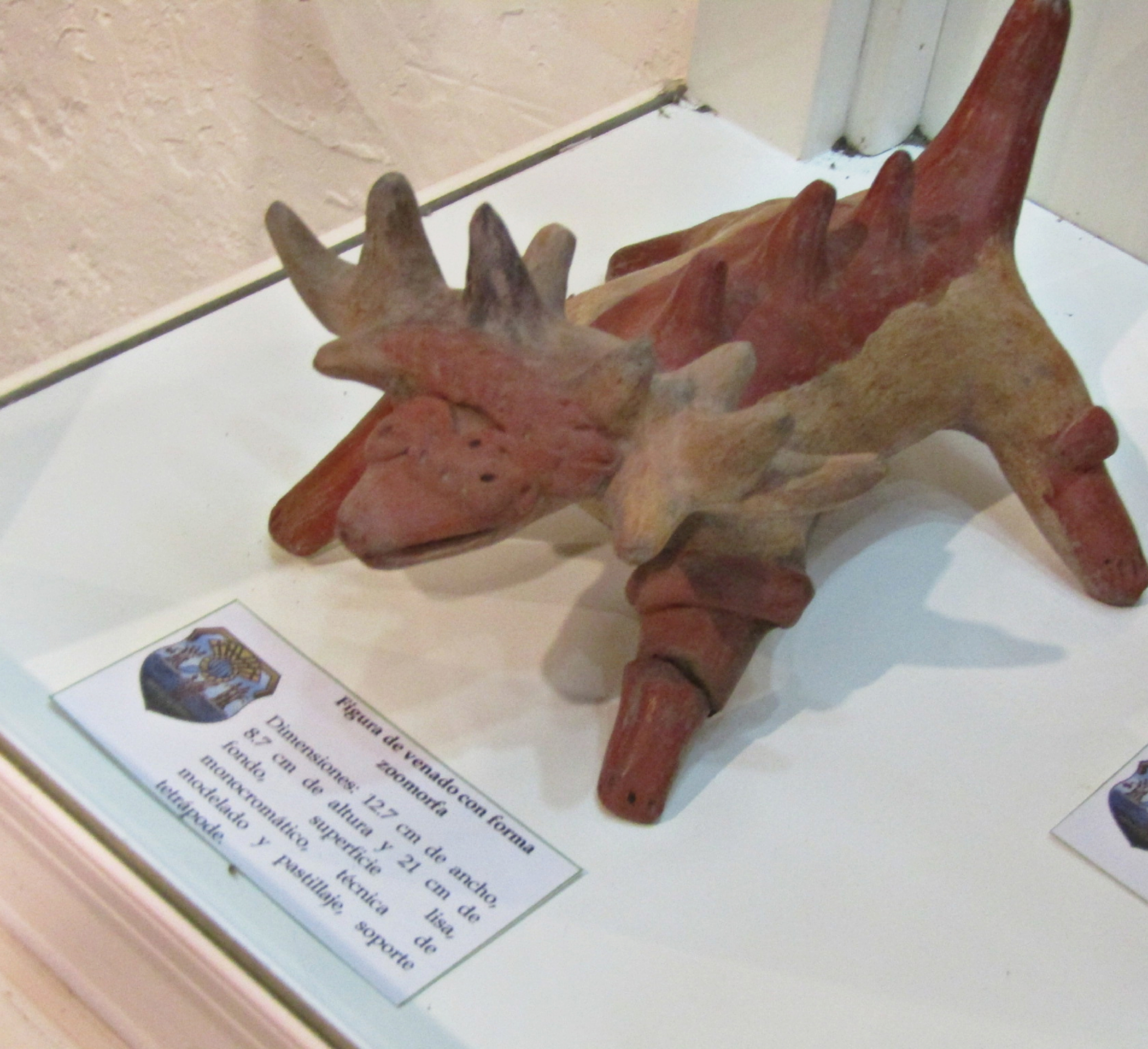
Venado representado por la cultura chupicuara

Documentos coloniales: Actas de cabildo, cartas, mapas y otros documentos que revelan la organización social, política y económica de la Nueva España.
Objetos: Imágenes, esculturas, ornamentos, herramientas, utensilios y otros objetos que permiten vislumbrar la vida diaria de las personas en diferentes épocas.
El museo organiza exposiciones temporales de forma regular, abordando temáticas diversas como:
Culturas prehispánicas: La vida y costumbres de los pueblos originarios que habitaron la región.
Época colonial: La llegada de los españoles, la fundación de Yuriria y su desarrollo durante el virreinato.
Independencia y Revolución: La lucha por la independencia de México y los acontecimientos de la Revolución Mexicana en la región.
Historia local: Aspectos específicos de la historia de Yuriria y sus comunidades.
Historia natural: Exposiciones temporales dedicadas a la flora y fauna de la región, incluyendo fósiles, minerales y ecosistemas locales.
El museo ofrece un amplio programa de actividades educativas dirigidas a todo tipo de público:
Visitas guiadas: Recorridos personalizados a cargo de un guía especializado, adaptado a los intereses de cada grupo.
Talleres: Talleres de historia, arte, cine y otras disciplinas relacionadas con el patrimonio cultural.
Conferencias: Charlas impartidas por expertos en diferentes temas históricos y culturales por ejemplo con el guardabosques municipal sobre temas como "Fósiles e historia natural de Yuriria".
Programas escolares: Actividades educativas diseñadas especialmente para estudiantes de todos los niveles.
Museo Exconvento de San Agustín

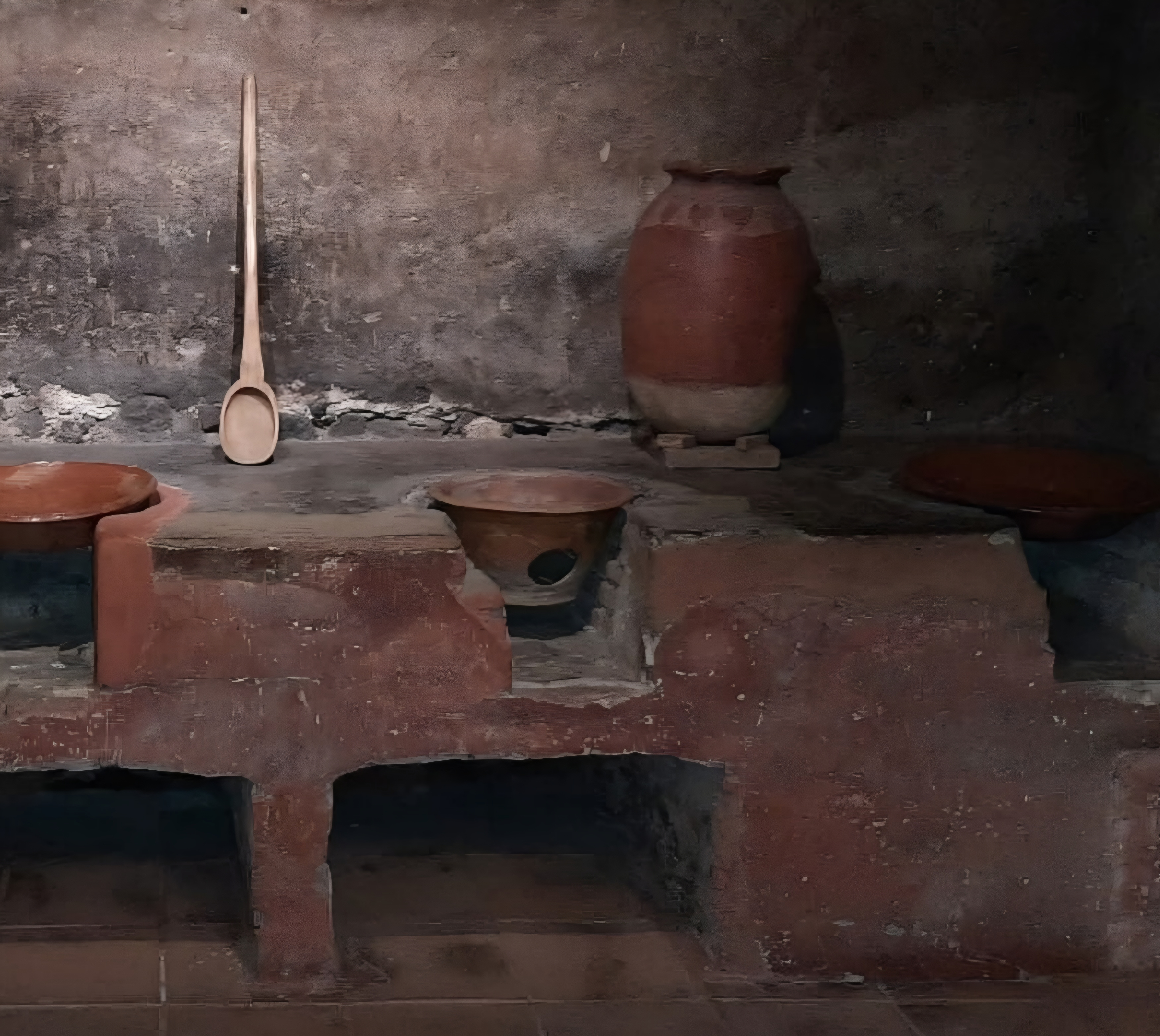
Museo del ex convento Yuriria

El Museo Exconvento de San Agustín es un destacado monumento histórico y cultural ubicado en el corazón de Yuriria. Este antiguo convento agustino, construido a mediados del siglo XVI, ha sido cuidadosamente restaurado y adaptado para albergar una valiosa colección de arte y objetos que nos transportan a través de siglos de historia, así mismo cuenta la historia del convento desde su fundación a mediados del siglo XVI por la orden de los agustinos, este imponente edificio religioso jugó un papel fundamental en la evangelización de la región y en la vida cotidiana de la comunidad. Su arquitectura, de estilo plateresco, es una muestra del virtuosismo artístico de la época, destacando por su fachada ornamentada con motivos religiosos y elementos naturalistas. El museo alberga una diversa colección de piezas que abarcan desde la época prehispánica hasta el periodo colonial. Entre las más destacada se encuentra el arte sacro, contando con una amplia colección de pinturas, esculturas y objetos litúrgicos que reflejan la profunda devoción religiosa de la época colonial. Destacan retablos barrocos, imágenes de santos y vírgenes, así como ornamentos utilizados en las ceremonias religiosas.

## Educación Media Superior y Superior
- CBTa n.º 113.
- Escuela Preparatoria Federal por Cooperación "Gral. Lázaro Cárdenas".
- Instituto Yurirense (Seminario).
- Bachillerato SABES Loma de Zempoala.
- Bachillerato SABES Laguna Prieta.
- Bachillerato SABES Tejocote de Calera.
- Bachillerato SABES Jacales.
- Bachillerato SABES Cerecuaro.
- Bachillerato SABES El Timbinal.
- CECYTEG Yuriria.
- CECYTEG Cerano.
- Universidad de Guanajuato, Campus Irapuato-Salamanca, Sede Yuriria.
- Universidad Virtual del Estado de Guanajuato (UVEG).

## Hermanamientos
- Kankakee, Estados Unidos:[39]